# Trầm cảm
Rối loạn trầm cảm (MDD, Major Depressive Disorder) hay trầm cảm là một chứng rối loạn tâm thần phổ biến. Các triệu chứng của căn bệnh bao gồm: tâm trạng buồn bã kéo dài ít nhất hai tuần liên tiếp, lòng tự trọng thấp,  mất hứng thú với các hoạt động bệnh nhân từng cảm thấy thú vị, hay các hoạt động bình thường cũng dần trở nên khó khăn với bệnh nhân, cảm thấy uể oải thiếu năng lượng, đau nhưng không rõ nguyên nhân. Có thể thỉnh thoảng những người mắc bệnh trầm cảm còn ảo tưởng hoặc gặp ảo giác. Các triệu chứng của căn bệnh có thể cách vài năm mới gặp, hoặc gần như luôn xuất hiện. Trầm cảm nặng thì nỗi buồn sẽ kéo dài hơn, và những việc vốn là một phần bình thường của cuộc sống bỗng trở nên khó khăn hơn. Ngoài ra khi mắc bệnh, cảm xúc của bệnh nhân sẽ trở nên bất thường.
Việc chẩn đoán rối loạn trầm cảm chủ yếu dựa trên trải nghiệm mà bệnh nhân gặp qua vì vậy sẽ kiểm tra tình trạng tâm thần. Không có xét nghiệm trong phòng thí nghiệm, nhưng có thể thực hiện kiểm tra để loại trừ các tình trạng thể chất có thể gây ra các triệu chứng tương tự. Những người bị rối loạn trầm cảm nặng thường được điều trị bằng tư vấn và dùng thuốc chống trầm cảm. Những loại thuốc này khá hiệu quả, nhưng không có quá nhiều ảnh hưởng đối với người mắc bệnh nặng hơn. Các hình thức tư vấn được sử dụng bao gồm liệu pháp hành vi nhận thức (CBT) và liệu pháp giao tiếp giữa các cá nhân, và liệu pháp điện giật (ECT) có thể được xem xét nếu các biện pháp khác không hiệu quả. Có thể cần nhập viện trong những trường hợp có nguy cơ gây hại cho bản thân và đôi khi có thể xảy ra trái với mong muốn của một người.
Thời gian khởi phát chứng trầm cảm phổ biến nhất là ở độ tuổi 20 và 30, với nữ giới bị trầm cảm thường xuyên gấp đôi so với nam giới. Rối loạn trầm cảm nặng ảnh hưởng đến khoảng 163 triệu người (2% dân số thế giới) vào năm 2017. Tỷ lệ những người bị trầm cảm tại một thời điểm trong cuộc đời của họ thay đổi từ 7% ở Nhật Bản đến 21% ở Pháp. Tỷ lệ sống lâu hơn với chứng này ở các nước phát triển (15%) cao hơn so với các nước đang phát triển (11%). Chứng rối loạn này gây ra tình trạng bệnh kéo dài nhiều năm thứ hai, chỉ sau đau thắt lưng.
Thuật ngữ major depressive disorder (rối loạn trầm cảm chính) được đưa ra bởi một nhóm bác sĩ lâm sàng Hoa Kỳ vào giữa những năm 1970. Nguyên nhân của rối loạn trầm cảm chủ yếu được cho là sự kết hợp của các yếu tố di truyền, môi trường và tâm lý, với khoảng 40% nguy cơ liên quan đến di truyền. Các yếu tố nguy cơ bao gồm tiền sử gia đình về tình trạng này, những thay đổi lớn trong cuộc sống, một số loại thuốc, các vấn đề sức khỏe mãn tính và lạm dụng chất kích thích. Nó có thể ảnh hưởng tiêu cực đến cuộc sống cá nhân, cuộc sống công việc hoặc giáo dục cũng như thói quen ngủ, ăn uống và sức khỏe nói chung. Những người hiện tại hoặc trước đây bị ảnh hưởng bởi chứng rối loạn này có thể bị kỳ thị.

## Nguyên nhân

Một phép tương tự chiếc cốc thể hiện mô hình căng thẳng rằng dưới cùng một lượng tác nhân gây căng thẳng, người 2 dễ bị tổn thương hơn người 1, do khuynh hướng của họ.

Mô hình tâm lý xã hội sinh học đề xuất rằng các yếu tố sinh học, tâm lý và xã hội đều có vai trò gây ra trầm cảm. Các mô hình tạng stress quy định cụ thể mà kết quả trầm cảm khi một lỗ hổng tồn tại trước đó, hoặc tạng, được kích hoạt bởi các sự kiện cuộc sống căng thẳng. Tính dễ bị tổn thương tồn tại từ trước có thể là do di truyền, ngụ ý sự tương tác giữa tự nhiên và nuôi dưỡng, hoặc sơ đồ, kết quả từ quan điểm về thế giới được học trong thời thơ ấu.
Lạm dụng thời thơ ấu, cả về thể chất, tình dục hoặc tâm lý, đều là các yếu tố nguy cơ dẫn đến trầm cảm, trong số các vấn đề tâm thần khác cùng xảy ra như lo lắng và lạm dụng ma túy. Chấn thương thời thơ ấu cũng liên quan với mức độ trầm cảm, thiếu phản ứng với điều trị và thời gian mắc bệnh. Tuy nhiên, một số người dễ mắc bệnh tâm thần hơn như trầm cảm sau chấn thương, và nhiều gen khác nhau đã được đề xuất để kiểm soát tính nhạy cảm.

### Di truyền
Các nghiên cứu về gia đình và sinh đôi cho thấy gần 40% sự khác biệt giữa các cá nhân về nguy cơ mắc chứng rối loạn trầm cảm nặng có thể được giải thích bởi các yếu tố di truyền. Giống như hầu hết các rối loạn tâm thần, rối loạn trầm cảm chính là có khả năng bị ảnh hưởng bởi nhiều thay đổi di truyền cá nhân. Vào năm 2018, một nghiên cứu liên kết toàn bộ bộ gen đã phát hiện ra 44 biến thể trong bộ gen có liên quan đến nguy cơ trầm cảm nặng. Tiếp theo là một nghiên cứu năm 2019 đã tìm thấy 102 biến thể trong bộ gen có liên quan đến chứng trầm cảm.
5-HTTLPR, hoặc alen ngắn của serotonin vận chuyển gen khởi động  đã gắn liền với tăng nguy cơ trầm cảm. Tuy nhiên, kể từ những năm 1990, các kết quả không nhất quán, với ba đánh giá gần đây cho thấy có thấy và hai đánh giá không tìm thấy. Các gen khác có liên quan đến tương tác gen-môi trường bao gồm CRHR1, FKBP5 và BDNF, hai gen đầu tiên liên quan đến phản ứng căng thẳng của trục HPA và gen sau liên quan đến hình thành thần kinh. Không có kết luận nào về tác động của gen ứng cử viên đối với bệnh trầm cảm, dù đơn lẻ hay kết hợp với căng thẳng trong cuộc sống. Nghiên cứu tập trung vào các gen ứng viên cụ thể đã bị chỉ trích vì có xu hướng tạo ra các phát hiện dương tính giả. Ngoài ra còn có những nỗ lực khác để xem xét sự tương tác giữa căng thẳng trong cuộc sống và nguy cơ mắc bệnh trầm cảm.

### Các vấn đề sức khỏe khác
Trầm cảm cũng có thể là sản phẩm thứ phát sau một tình trạng bệnh mãn tính hoặc giai đoạn cuối, chẳng hạn như HIV / AIDS hay hen suyễn, và có thể được gọi là "trầm cảm thứ phát". Người ta vẫn chưa biết liệu các bệnh tiềm ẩn gây ra trầm cảm có ảnh hưởng đến chất lượng cuộc sống hay không, do nguyên nhân chung (chẳng hạn như thoái hóa hạch nền trong bệnh Parkinson hoặc rối loạn điều hòa miễn dịch trong bệnh hen suyễn). Trầm cảm cũng có thể là do thuốc (kết quả của việc chăm sóc sức khỏe), chẳng hạn như trầm cảm do thuốc. Các liệu pháp liên quan đến chứng trầm cảm bao gồm interferon, thuốc chẹn beta, isotretinoin, thuốc tránh thai, thuốc trợ tim, thuốc chống co giật, thuốc antimigraine, thuốc chống loạn thần và các thuốc nội tiết tố như chất chủ vận hormone giải phóng gonadotropin. Lạm dụng ma túy khi còn nhỏ cũng có liên quan đến việc tăng nguy cơ mắc bệnh trầm cảm sau này trong cuộc sống. Trầm cảm xảy ra do mang thai được gọi là trầm cảm sau sinh, và được cho là kết quả của những thay đổi nội tiết tố liên quan đến thai kỳ. Rối loạn cảm xúc theo mùa, một dạng trầm cảm liên quan đến sự thay đổi ánh sáng mặt trời theo mùa, được cho là kết quả của việc giảm thiểu ánh sáng mặt trời.

## Sinh lý bệnh
Sinh lý bệnh của trầm cảm vẫn chưa được hiểu rõ, nhưng các lý thuyết hiện tại xoay quanh hệ thống monoaminergic, nhịp sinh học, rối loạn chức năng miễn dịch, rối loạn chức năng trục HPA và các bất thường về cấu trúc hoặc chức năng của mạch cảm xúc.
Lý thuyết monoamine, bắt nguồn từ hiệu quả của các loại thuốc monoaminergic trong điều trị trầm cảm, là lý thuyết thống trị cho đến gần đây. Lý thuyết cho rằng hoạt động không đủ của chất dẫn truyền thần kinh monoamine là nguyên nhân chính gây ra trầm cảm. Bằng chứng cho lý thuyết monoamine đến từ nhiều lĩnh vực. Thứ nhất, sự suy giảm cấp tính tryptophan, một tiền chất cần thiết của serotonin, một monoamine, có thể gây trầm cảm ở những người đang thuyên giảm hoặc người thân của bệnh nhân trầm cảm; điều này cho thấy rằng giảm dẫn truyền thần kinh serotonergic là quan trọng trong bệnh trầm cảm. Thứ hai, mối tương quan giữa nguy cơ trầm cảm và tính đa hình trong gen 5-HTTLPR, mã hóa các thụ thể serotonin, cho thấy một mối liên hệ. Thứ ba, giảm kích thước của locus coeruleus, giảm hoạt động của tyrosine hydroxylase, tăng mật độ thụ thể adrenergic alpha-2, và bằng chứng từ mô hình chuột cho thấy giảm dẫn truyền thần kinh adrenergic trong bệnh trầm cảm. Hơn nữa, giảm nồng độ axit homovanillic, thay đổi phản ứng với dextroamphetamine, phản ứng của các triệu chứng trầm cảm với chất chủ vận thụ thể dopamine, giảm liên kết thụ thể dopamine D1 trong thể vân, và tính đa hình của gen thụ thể dopamine liên quan đến dopamine, một monoamine khác, trong bệnh trầm cảm. Cuối cùng, sự gia tăng hoạt động của monoamine oxidase, chất phân hủy monoamine, có liên quan đến chứng trầm cảm. Tuy nhiên, lý thuyết này không phù hợp với thực tế rằng sự suy giảm serotonin không gây ra trầm cảm ở người khỏe mạnh, thực tế là thuốc chống trầm cảm làm tăng mức độ monoamines ngay lập tức nhưng phải mất vài tuần để phát huy tác dụng và sự tồn tại của thuốc chống trầm cảm không điển hình có thể có hiệu quả mặc dù không nhắm vào con đường này. Một lời giải thích được đề xuất cho sự chậm trễ trong điều trị, và hỗ trợ thêm cho sự thiếu hụt các monoamine, là giải mẫn cảm của sự tự ức chế trong nhân raphe bằng cách tăng serotonin qua trung gian của thuốc chống trầm cảm. Tuy nhiên, việc ức chế raphe lưng đã được đề xuất xảy ra do làm giảm hoạt động của hệ serotonergic trong sự suy giảm tryptophan, dẫn đến trạng thái trầm cảm do tăng serotonin. Tiếp tục phản bác giả thuyết monoamine là thực tế rằng những con chuột bị tổn thương raphe lưng không trầm cảm hơn so với đối chứng, phát hiện thấy tăng 5-HIAA ở những bệnh nhân trầm cảm bình thường với điều trị SSRI và sự ưa thích đối với carbohydrate ở những bệnh nhân trầm cảm. Vốn đã bị hạn chế, giả thuyết về monoamine đã được đơn giản hóa hơn nữa khi được trình bày với công chúng.
Các bất thường về hệ thống miễn dịch đã được quan sát thấy, bao gồm cả mức độ tăng của các cytokine liên quan đến việc tạo ra các hành vi bệnh tật (trùng lặp với trầm cảm). Hiệu quả của thuốc chống viêm không steroid (NSAID) và chất ức chế cytokine trong điều trị trầm cảm, và bình thường hóa nồng độ cytokine sau khi điều trị thành công cho thấy thêm những bất thường của hệ thống miễn dịch trong bệnh trầm cảm.
Các bất thường về trục HPA đã được gợi ý ở bệnh trầm cảm do mối liên quan của CRHR1 với bệnh trầm cảm và tần suất không ức chế thử nghiệm dexamethasone tăng lên ở bệnh nhân trầm cảm. Tuy nhiên, sự bất thường này không đủ để làm công cụ chẩn đoán vì độ nhạy của nó chỉ là 44%. Những bất thường liên quan đến căng thẳng này đã được giả thuyết là nguyên nhân của việc giảm thể tích hồi hải mã ở những bệnh nhân trầm cảm. Hơn nữa, một phân tích tổng hợp mang lại hiệu quả giảm ức chế dexamethasone và tăng phản ứng với các tác nhân gây căng thẳng tâm lý. Các kết quả bất thường hơn nữa đã bị che khuất với phản ứng thức tỉnh cortisol, với việc tăng phản ứng có liên quan đến trầm cảm.
Các lý thuyết thống nhất các phát hiện về hình ảnh thần kinh đã được đề xuất. Mô hình đầu tiên được đề xuất là "Mô hình vỏ não Limbic", liên quan đến sự tăng động của các vùng cạnh bụng và sự giảm hoạt động của các vùng điều hòa phía trước trong quá trình xử lý cảm xúc. Một mô hình khác, "mô hình Corito-Striatal", gợi ý rằng những bất thường của vỏ não trước trong việc điều chỉnh cấu trúc thể vân và dưới vỏ dẫn đến trầm cảm. Một mô hình khác đề xuất sự tăng động của các cấu trúc khả năng trong việc xác định các kích thích tiêu cực và sự giảm hoạt động của các cấu trúc điều tiết vỏ não dẫn đến sự thiên vị cảm xúc tiêu cực và trầm cảm, phù hợp với các nghiên cứu về sự thiên vị cảm xúc.

## Các triệu chứng và dấu hiệu

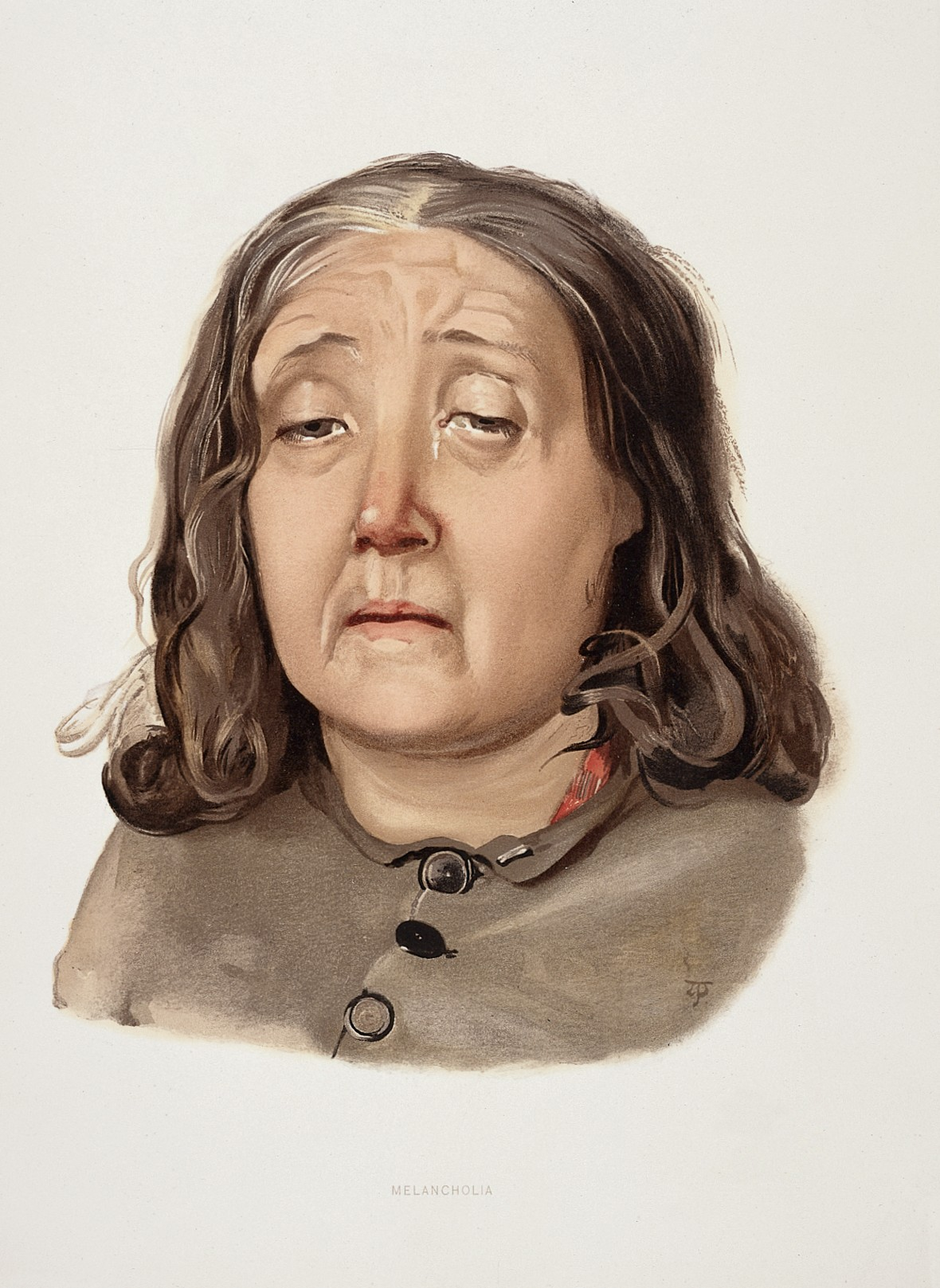
Một bức ảnh in thạch bản năm 1892 của một phụ nữ được chẩn đoán mắc bệnh trầm cảm

Trầm cảm nặng ảnh hưởng đáng kể đến các mối quan hệ gia đình và cá nhân, cuộc sống công việc hoặc trường học, thói quen ăn ngủ và sức khỏe nói chung của một người. Tác động của nó đối với hoạt động và hạnh phúc đã được so sánh với tác động của các bệnh mãn tính khác, chẳng hạn như bệnh tiểu đường.
Một người trải qua giai đoạn trầm cảm nghiêm trọng thường biểu hiện tâm trạng thấp thỏm, trải qua mọi khía cạnh của cuộc sống và không có khả năng trải nghiệm niềm vui trong các hoạt động thú vị trước đây. Những người trầm cảm có thể bận tâm - hoặc suy ngẫm về - những suy nghĩ và cảm giác vô dụng, tội lỗi hoặc hối tiếc không phù hợp, bất lực hoặc tuyệt vọng. Trong trường hợp nghiêm trọng, người trầm cảm có thể có các triệu chứng rối loạn tâm thần. Những triệu chứng này bao gồm ảo tưởng hoặc ít phổ biến hơn là ảo giác, thường khó chịu. Các triệu chứng khác của trầm cảm bao gồm khả năng tập trung và trí nhớ kém (đặc biệt ở những người có biểu hiện u uất hoặc rối loạn tâm thần), rút lui khỏi các tình huống và hoạt động xã hội, giảm ham muốn tình dục, cáu kỉnh, và nghĩ đến cái chết hoặc tự tử. Mất ngủ là phổ biến ở những người trầm cảm. Trong mô hình điển hình, một người thức dậy rất sớm và không thể ngủ lại được. Tình trạng mất ngủ hoặc ngủ quá nhiều cũng có thể xảy ra. Một số thuốc chống trầm cảm cũng có thể gây mất ngủ do tác dụng kích thích của chúng.
Một người trầm cảm có thể báo cáo nhiều triệu chứng về thể chất như mệt mỏi, đau đầu hoặc các vấn đề về tiêu hóa; Theo tiêu chuẩn của Tổ chức Y tế Thế giới về trầm cảm, phàn nàn về thể chất là vấn đề phổ biến nhất ở các nước đang phát triển. Cảm giác thèm ăn thường giảm, dẫn đến giảm cân, mặc dù đôi khi xảy ra hiện tượng thèm ăn và tăng cân. Gia đình và bạn bè có thể nhận thấy rằng hành vi của người đó là kích động hoặc hôn mê. Những người lớn tuổi bị trầm cảm có thể có các triệu chứng nhận thức khi mới khởi phát, chẳng hạn như hay quên, và cử động chậm lại đáng chú ý hơn.
Trẻ trầm cảm thường có thể biểu hiện tâm trạng cáu kỉnh hơn là trầm cảm  và có các triệu chứng khác nhau tùy thuộc vào độ tuổi và tình huống. Hầu hết mất hứng thú đến trường và có biểu hiện sa sút trong học tập. Họ có thể được mô tả là đeo bám, đòi hỏi, phụ thuộc hoặc không an toàn. Việc chẩn đoán có thể bị trì hoãn hoặc bỏ sót khi các triệu chứng được hiểu là "tâm trạng ủ rũ bình thường".

### Các bệnh liên quan
Chứng trầm cảm nặng thường xảy ra cùng với các vấn đề tâm thần khác. Khảo sát Bệnh tật Quốc gia 1990–92 (Hoa Kỳ) báo cáo rằng một nửa số người bị trầm cảm nặng cũng bị lo âu suốt đời và các rối loạn liên quan như rối loạn lo âu tổng quát. Các triệu chứng lo âu có thể có tác động lớn đến tiến trình của bệnh trầm cảm, với việc chậm phục hồi, tăng nguy cơ tái phát, tàn tật nhiều hơn và tăng các nỗ lực tự sát. Ngày càng có nhiều tỷ lệ lạm dụng rượu và ma túy và đặc biệt là sự phụ thuộc, và khoảng một phần ba số người được chẩn đoán mắc ADHD bị trầm cảm kèm theo. Rối loạn căng thẳng sau chấn thương và trầm cảm thường đồng thời xảy ra. Trầm cảm cũng có thể cùng tồn tại với rối loạn tăng động giảm chú ý (ADHD), làm phức tạp việc chẩn đoán và điều trị cả hai. Trầm cảm cũng thường đi kèm với lạm dụng rượu và rối loạn nhân cách. Bệnh trầm cảm cũng có thể trở nên trầm trọng hơn trong những tháng cụ thể (thường là mùa đông) đối với những người mắc chứng rối loạn cảm xúc theo mùa. Mặc dù lạm dụng quá nhiều phương tiện kỹ thuật số có liên quan đến các triệu chứng trầm cảm, nhưng phương tiện kỹ thuật số cũng có thể được sử dụng trong một số trường hợp để cải thiện tâm trạng.
Trầm cảm và đau đớn thường đồng thời xảy ra. Một hoặc nhiều triệu chứng đau xuất hiện ở 65% bệnh nhân trầm cảm, và từ 5 đến 85% bệnh nhân bị đau sẽ bị trầm cảm, tùy thuộc vào hoàn cảnh; tỷ lệ mắc bệnh ở phòng khám đa khoa thấp hơn và ở phòng khám chuyên khoa cao hơn. Việc chẩn đoán bệnh trầm cảm thường bị trì hoãn hoặc bỏ sót, và kết quả có thể xấu đi nếu bệnh trầm cảm được chú ý nhưng hoàn toàn bị hiểu nhầm.
Trầm cảm cũng có liên quan đến nguy cơ mắc bệnh tim mạch tăng gấp 1,5 đến 2 lần, không phụ thuộc vào các yếu tố nguy cơ đã biết khác và bản thân nó có liên quan trực tiếp hoặc gián tiếp với các yếu tố nguy cơ như hút thuốc và béo phì. Những người bị trầm cảm nặng ít có khả năng tuân theo các khuyến nghị y tế để điều trị và ngăn ngừa các rối loạn tim mạch, điều này càng làm tăng nguy cơ mắc các biến chứng y khoa. Ngoài ra, bác sĩ tim mạch có thể không nhận ra chứng trầm cảm tiềm ẩn làm phức tạp vấn đề tim mạch mà họ đang chăm sóc.
Trầm cảm thường cùng tồn tại với các rối loạn thể chất phổ biến ở người cao tuổi, chẳng hạn như đột quỵ, các bệnh tim mạch khác, bệnh Parkinson và bệnh phổi tắc nghẽn mãn tính.

## Chẩn đoán

### Đánh giá lâm sàng
Đánh giá chẩn đoán có thể được thực hiện bởi một bác sĩ đa khoa được đào tạo phù hợp, hoặc bởi bác sĩ tâm thần hoặc nhà tâm lý học, người ghi lại hoàn cảnh hiện tại, tiền sử tiểu sử, các triệu chứng hiện tại, tiền sử gia đình và việc sử dụng rượu và ma túy của người đó. Đánh giá cũng bao gồm kiểm tra trạng thái tinh thần, là đánh giá về tâm trạng và nội dung suy nghĩ hiện tại của người đó, đặc biệt là sự hiện diện của các chủ đề về sự tuyệt vọng hoặc bi quan, tự làm hại hoặc tự tử và không có suy nghĩ hoặc kế hoạch tích cực. Các dịch vụ chăm sóc sức khỏe tâm thần chuyên khoa rất hiếm ở các vùng nông thôn, do đó việc chẩn đoán và quản lý phần lớn được giao cho các bác sĩ lâm sàng chăm sóc ban đầu. Vấn đề này thậm chí còn được đánh dấu nhiều hơn ở các nước đang phát triển. Thang đánh giá không được sử dụng để chẩn đoán trầm cảm, nhưng chúng cung cấp dấu hiệu về mức độ nghiêm trọng của các triệu chứng trong một khoảng thời gian, do đó, một người đạt điểm trên ngưỡng giới hạn nhất định có thể được đánh giá kỹ lưỡng hơn để chẩn đoán rối loạn trầm cảm. Một số thang đánh giá được sử dụng cho mục đích này; chúng bao gồm Thang đánh giá Hamilton về Bệnh trầm cảm, Bản kiểm kê về bệnh trầm cảm Beck  hoặc Bản câu hỏi về hành vi tự tử đã được sửa đổi.
Các bác sĩ chăm sóc chính và các bác sĩ không phải bác sĩ tâm thần khác gặp khó khăn hơn trong việc nhận thức kém và điều trị trầm cảm so với bác sĩ tâm thần, một phần do các triệu chứng thể chất thường đi kèm với trầm cảm, ngoài ra còn có nhiều rào cản về bệnh nhân, nhà cung cấp và hệ thống tiềm năng. Một đánh giá cho thấy rằng các bác sĩ không chuyên khoa tâm thần bỏ sót khoảng 2/3 số trường hợp, mặc dù điều này đã được cải thiện phần nào trong các nghiên cứu gần đây.
Trước khi chẩn đoán rối loạn trầm cảm nặng, bác sĩ thường tiến hành kiểm tra y tế và các cuộc điều tra được lựa chọn để loại trừ các nguyên nhân khác gây ra các triệu chứng. Chúng bao gồm các xét nghiệm máu đo TSH và thyroxine để loại trừ suy giáp; chất điện giải cơ bản và calci huyết thanh để loại trừ rối loạn chuyển hóa; và công thức máu đầy đủ bao gồm ESR để loại trừ nhiễm trùng toàn thân hoặc bệnh mãn tính. Các phản ứng có hại đối với thuốc hoặc lạm dụng rượu cũng thường được loại trừ. Nồng độ testosterone có thể được đánh giá để chẩn đoán thiểu năng sinh dục, một nguyên nhân gây trầm cảm ở nam giới. Mức độ vitamin D có thể được đánh giá, vì mức độ vitamin D thấp có liên quan đến nguy cơ trầm cảm cao hơn.
Những phàn nàn về nhận thức chủ quan xuất hiện ở những người già bị trầm cảm, nhưng chúng cũng có thể là dấu hiệu của sự khởi đầu của rối loạn sa sút trí tuệ, chẳng hạn như bệnh Alzheimer. Kiểm tra nhận thức và chụp ảnh não có thể giúp phân biệt trầm cảm với sa sút trí tuệ. Chụp CT có thể loại trừ bệnh lý não ở những người có triệu chứng loạn thần, khởi phát nhanh hoặc bất thường. Không có xét nghiệm sinh học nào xác nhận trầm cảm nặng. Nói chung, các cuộc điều tra không được lặp lại cho một đợt tiếp theo trừ khi có chỉ định y tế.

### Tiêu chí DSM và ICD
Các tiêu chí được sử dụng rộng rãi nhất để chẩn đoán các tình trạng trầm cảm được tìm thấy trong Cẩm nang Chẩn đoán và Thống kê Rối loạn tâm thần của Hiệp hội Tâm thần học Hoa Kỳ và Phân loại Thống kê Quốc tế về Bệnh tật và Các Vấn đề Sức khỏe Liên quan của Tổ chức Y tế Thế giới trong đó sử dụng tên giai đoạn trầm cảm cho một rối loạn trầm cảm từng đợt và tái phát nhiều đợt. Hệ thống thứ hai thường được sử dụng ở các nước Châu Âu, trong khi hệ thống thứ nhất được sử dụng ở Hoa Kỳ và nhiều quốc gia không thuộc Châu Âu khác, và các tác giả của cả hai đã làm việc để phù hợp với hệ thống kia.
Cả DSM-5 và ICD-10 đều đánh dấu các triệu chứng trầm cảm điển hình (chính). ICD-10 định nghĩa ba triệu chứng trầm cảm điển hình (chán nản tâm trạng, anhedonia, và giảm năng lượng), hai trong số đó nên có mặt để xác định chẩn đoán rối loạn trầm cảm. Theo DSM-5, có hai triệu chứng trầm cảm chính - tâm trạng chán nản và mất hứng thú / niềm vui trong các hoạt động (anhedonia). Những triệu chứng này, cũng như năm trong số chín triệu chứng cụ thể hơn được liệt kê, phải thường xuyên xảy ra trong hơn hai tuần (đến mức độ nó làm suy yếu chức năng) để chẩn đoán.
Rối loạn trầm cảm nặng được phân loại là rối loạn tâm trạng trong DSM-5. Chẩn đoán xoay quanh sự hiện diện của các giai đoạn trầm cảm chính đơn lẻ hoặc tái phát. Các vòng loại hơn nữa được sử dụng để phân loại cả chính tập và diễn biến của rối loạn. Danh mục Rối loạn trầm cảm không xác định được chẩn đoán nếu biểu hiện của giai đoạn trầm cảm không đáp ứng các tiêu chí cho giai đoạn trầm cảm nặng. Hệ thống ICD-10 không sử dụng thuật ngữ rối loạn trầm cảm nặng nhưng liệt kê các tiêu chí rất giống nhau để chẩn đoán một giai đoạn trầm cảm (nhẹ, vừa hoặc nặng); thuật ngữ tái phát có thể được thêm vào nếu đã có nhiều đợt trầm cảm mà không có hưng cảm.

#### Giai đoạn trầm cảm chính

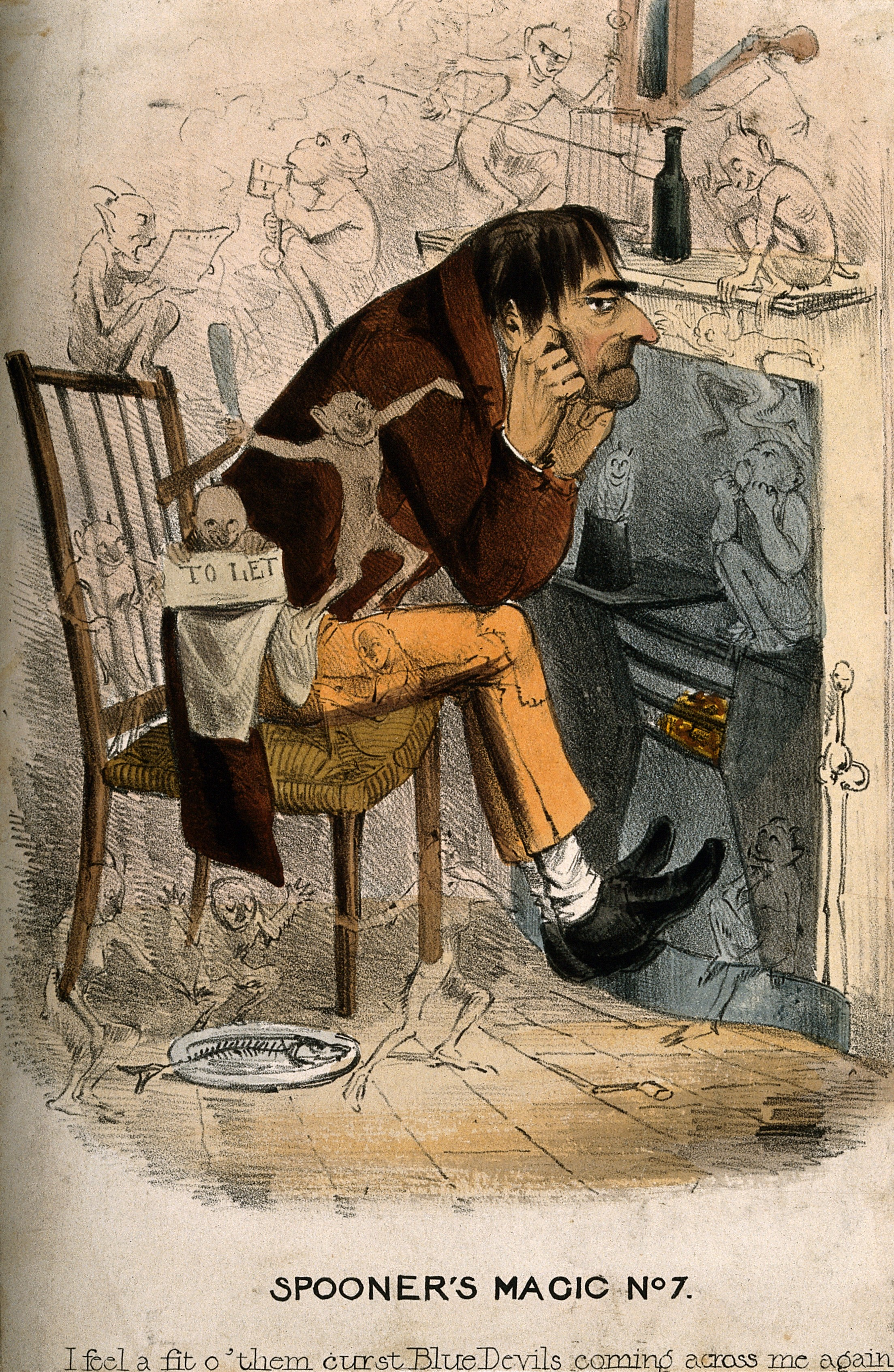
Biếm họa về một người đàn ông bị trầm cảm

Một giai đoạn trầm cảm chính được đặc trưng bởi sự hiện diện của tâm trạng chán nản nghiêm trọng, kéo dài ít nhất hai tuần. Các tập có thể bị cô lập hoặc tái phát và được phân loại là nhẹ (ít triệu chứng vượt quá tiêu chí tối thiểu), trung bình hoặc nặng (ảnh hưởng rõ rệt đến hoạt động xã hội hoặc nghề nghiệp). Một giai đoạn có các biểu hiện loạn thần — thường được gọi là trầm cảm loạn thần — được tự động xếp hạng là nghiêm trọng. Nếu bệnh nhân đã có một giai đoạn hưng cảm hoặc tâm trạng tăng cao rõ rệt, thì chẩn đoán rối loạn lưỡng cực sẽ được thực hiện thay thế. Trầm cảm không có hưng cảm đôi khi được gọi là đơn cực vì tâm trạng vẫn ở một trạng thái cảm xúc hoặc "một cực cảm xúc".
DSM-IV-TR loại trừ các trường hợp các triệu chứng là kết quả của việc mất đi, mặc dù người mất bình thường có thể tiến triển thành giai đoạn trầm cảm nếu tâm trạng vẫn tiếp diễn và các đặc điểm đặc trưng của giai đoạn trầm cảm nặng phát triển. Các tiêu chí đã bị chỉ trích vì chúng không tính đến bất kỳ khía cạnh nào khác của bối cảnh cá nhân và xã hội mà ở đó bệnh trầm cảm có thể xảy ra. Ngoài ra, một số nghiên cứu đã tìm thấy ít hỗ trợ thực nghiệm cho các tiêu chí cắt DSM-IV, cho thấy chúng là một quy ước chẩn đoán áp dụng cho một loạt các triệu chứng trầm cảm với mức độ nghiêm trọng và thời gian khác nhau.
Mất mạng không còn là một tiêu chí loại trừ trong DSM-5, và giờ đây, bác sĩ lâm sàng phải phân biệt giữa phản ứng bình thường với mất mát và MDD. Loại trừ là một loạt các chẩn đoán liên quan, bao gồm chứng rối loạn nhịp tim, liên quan đến rối loạn tâm trạng mãn tính nhưng nhẹ hơn; trầm cảm ngắn hạn tái phát, bao gồm các giai đoạn trầm cảm ngắn gọn; Rối loạn trầm cảm nhẹ, theo đó chỉ có một số triệu chứng của trầm cảm nặng; và rối loạn điều chỉnh với tâm trạng chán nản, biểu thị tâm trạng thấp do phản ứng tâm lý trước một sự kiện hoặc tác nhân gây căng thẳng có thể xác định được. Ba rối loạn trầm cảm mới đã được thêm vào DSM-5: rối loạn điều hòa tâm trạng rối loạn, được phân loại theo sự cáu kỉnh đáng kể ở thời thơ ấu, rối loạn trầm cảm tiền kinh nguyệt (PMDD), gây ra các giai đoạn lo lắng, trầm cảm hoặc cáu kỉnh trong một hoặc hai tuần trước đó kinh nguyệt của phụ nữ, và rối loạn trầm cảm dai dẳng.

#### Các phân loại nhỏ hơn
DSM-5 đưa ra sáu loại phụ khác của trầm cảm, được gọi là các xác định, ngoài việc ghi nhận độ dài, mức độ nghiêm trọng và sự hiện diện của các đặc điểm rối loạn tâm thần:

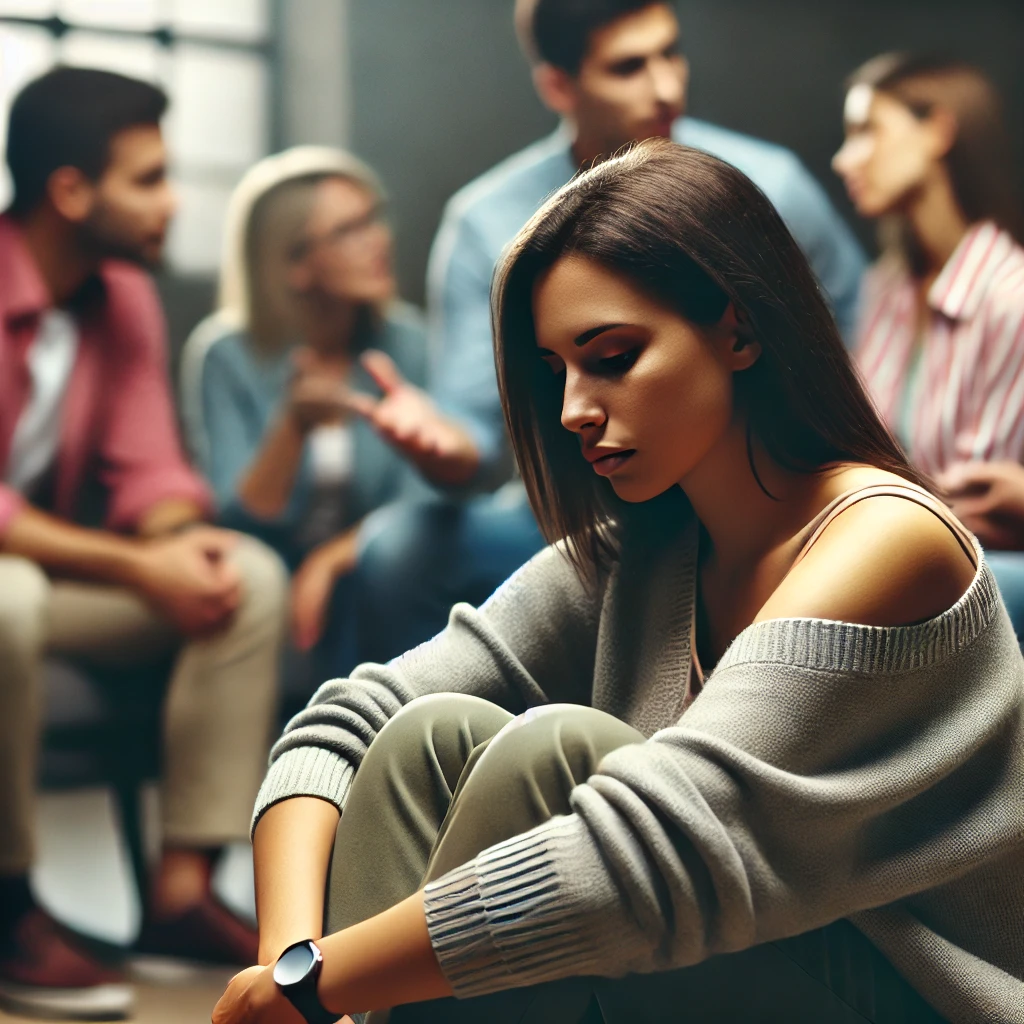
Minh hoạ về một phụ nữ trầm cảm trong bối cảnh xã hội

- " Trầm cảm u sầu " được đặc trưng bởi mất niềm vui trong hầu hết hoặc tất cả các hoạt động, không phản ứng với các kích thích thú vị, chất lượng tâm trạng chán nản rõ ràng hơn so với đau buồn hoặc mất mát, các triệu chứng tồi tệ hơn vào buổi sáng, sớm- thức dậy vào buổi sáng, chậm phát triển tâm thần vận động, sụt cân quá mức (không nên nhầm lẫn với chứng chán ăn tâm thần), hoặc mặc cảm quá mức.[65]]
- " Trầm cảm không điển hình " được đặc trưng bởi phản ứng tâm trạng (chứng rối loạn trương lực cơ nghịch lý) và tích cực, tăng cân đáng kể hoặc tăng cảm giác thèm ăn (ăn thoải mái), ngủ quá nhiều hoặc buồn ngủ (mất ngủ), cảm giác nặng nề ở các chi được gọi là liệt chì và suy giảm chức năng xã hội đáng kể như một hệ quả của quá mẫn cảm với sự từ chối giữa các cá nhân với nhau.[65]
- "Trầm cảm catatonic " là một dạng trầm cảm nghiêm trọng và hiếm gặp liên quan đến rối loạn hành vi vận động và các triệu chứng khác. Ở đây, người đó bị câm và gần như sững sờ, bất động hoặc biểu hiện những chuyển động không mục đích hoặc thậm chí kỳ quái. Các triệu chứng catatonic cũng xảy ra trong bệnh tâm thần phân liệt hoặc trong các giai đoạn hưng cảm, hoặc có thể do hội chứng ác tính an thần kinh gây ra.[65]
- "Trầm cảm với lo âu lo lắng " đã được thêm vào DSM-V như một phương tiện để nhấn mạnh sự đồng xuất hiện giữa trầm cảm hoặc hưng cảm và lo lắng, cũng như nguy cơ tự tử của những người trầm cảm với lo lắng. Chỉ định theo cách như vậy cũng có thể giúp tiên lượng những người được chẩn đoán mắc chứng trầm cảm hoặc rối loạn lưỡng cực.[106]
- "Trầm cảm khởi phát khi sinh nở" là tình trạng trầm cảm dữ dội, kéo dài và đôi khi mang tính hủy diệt ở phụ nữ sau khi sinh hoặc khi phụ nữ đang mang thai. DSM-IV-TR đã sử dụng phân loại "trầm cảm sau sinh", nhưng điều này đã được thay đổi để không loại trừ các trường hợp phụ nữ bị trầm cảm khi mang thai. [110] Trầm cảm khởi phát chu sinh có tỷ lệ mắc bệnh ở các bà mẹ mới sinh là 10-15%. DSM-V quy định rằng, để được coi là trầm cảm khi khởi phát chu sinh, khởi phát xảy ra khi mang thai hoặc trong vòng một tháng sau khi sinh. Người ta nói rằng trầm cảm sau sinh có thể kéo dài đến ba tháng.[114]
- " Rối loạn cảm xúc theo mùa " (SAD) là một dạng trầm cảm, trong đó các giai đoạn trầm cảm xảy ra vào mùa thu hoặc mùa đông và hết vào mùa xuân. Chẩn đoán được thực hiện nếu ít nhất hai đợt xảy ra trong những tháng lạnh hơn mà không xảy ra vào các thời điểm khác, trong khoảng thời gian hai năm hoặc lâu hơn.[65]

### Chẩn đoán phân biệt
Để xác định rối loạn trầm cảm nặng là chẩn đoán có khả năng xảy ra nhất, các chẩn đoán tiềm năng khác phải được xem xét, bao gồm rối loạn nhịp tim, rối loạn điều chỉnh với tâm trạng chán nản hoặc rối loạn lưỡng cực. Bệnh rối loạn nhịp tim là một rối loạn tâm trạng mãn tính, nhẹ hơn, trong đó một người báo cáo tâm trạng thấp gần như hàng ngày trong khoảng thời gian ít nhất hai năm. Các triệu chứng không nghiêm trọng như các triệu chứng trầm cảm nặng, mặc dù những người mắc chứng rối loạn nhịp tim dễ bị các đợt trầm cảm nặng thứ phát (đôi khi được gọi là trầm cảm kép). Rối loạn điều chỉnh với tâm trạng chán nản là rối loạn tâm trạng xuất hiện như một phản ứng tâm lý đối với một sự kiện hoặc tác nhân gây căng thẳng có thể xác định được, trong đó các triệu chứng cảm xúc hoặc hành vi dẫn đến là đáng kể nhưng không đáp ứng các tiêu chí cho một giai đoạn trầm cảm nặng. Rối loạn lưỡng cực, còn được gọi là rối loạn hưng cảm - trầm cảm, là một tình trạng trong đó các giai đoạn trầm cảm xen kẽ với các giai đoạn hưng cảm hoặc hưng cảm. Mặc dù trầm cảm hiện được phân loại là một chứng rối loạn riêng biệt, nhưng vẫn có cuộc tranh luận đang diễn ra vì những người được chẩn đoán mắc chứng trầm cảm nặng thường trải qua một số triệu chứng hưng cảm, cho thấy một rối loạn tâm trạng liên tục. Các chẩn đoán phân biệt khác liên quan đến hội chứng mệt mỏi mãn tính.
Các rối loạn khác cần được loại trừ trước khi chẩn đoán rối loạn trầm cảm nặng. Chúng bao gồm trầm cảm do bệnh tật, thuốc men và lạm dụng chất kích thích. Trầm cảm do bệnh lý thể chất được chẩn đoán là rối loạn tâm trạng do tình trạng bệnh lý nói chung. Tình trạng này được xác định dựa trên tiền sử, phát hiện trong phòng thí nghiệm hoặc khám sức khỏe. Khi trầm cảm do dùng thuốc, lạm dụng thuốc hoặc tiếp xúc với chất độc, thì bệnh này được chẩn đoán là một chứng rối loạn tâm trạng cụ thể (trước đây được gọi là rối loạn tâm trạng do chất gây ra trong DSM-IV-TR).

## Tầm soát/sàng lọc và phòng ngừa
Kể từ năm 2016, Lực lượng Đặc nhiệm Dịch vụ Dự phòng Hoa Kỳ (USPSTF) đã khuyến nghị tầm soát trầm cảm ở những người trên 12 tuổi; một tổng quan của Cochrane năm 2005 cho thấy việc sử dụng thường quy bảng câu hỏi sàng lọc ít ảnh hưởng đến việc phát hiện hoặc điều trị.
Các nỗ lực phòng ngừa có thể làm giảm tỷ lệ của trầm cảm xuống từ 22 đến 38%. Ăn một lượng lớn cá cũng có thể làm giảm nguy cơ.
Các can thiệp hành vi, chẳng hạn như liệu pháp giao tiếp giữa các cá nhân và liệu pháp nhận thức-hành vi, có hiệu quả trong việc ngăn ngừa chứng trầm cảm mới khởi phát. Bởi vì những biện pháp can thiệp như vậy có vẻ hiệu quả nhất khi được phân phối cho các cá nhân hoặc nhóm nhỏ, người ta gợi ý rằng họ có thể tiếp cận đối tượng mục tiêu lớn của mình một cách hiệu quả nhất thông qua Internet.
Tuy nhiên, một phân tích tổng hợp trước đó cho thấy các chương trình phòng ngừa với thành phần nâng cao năng lực vượt trội hơn so với các chương trình định hướng hành vi về tổng thể và nhận thấy các chương trình hành vi đặc biệt không hữu ích cho người lớn tuổi, những người mà các chương trình hỗ trợ xã hội chỉ mang lại lợi ích cho họ. Ngoài ra, các chương trình ngăn ngừa trầm cảm tốt nhất bao gồm hơn tám phiên, mỗi phiên kéo dài từ 60 đến 90 phút, được cung cấp bởi sự kết hợp của những nhân viên chuyên nghiệp và những người trầm cảm khác, có thiết kế nghiên cứu chất lượng cao, mức độ hiệu quả được báo cáo và có hình thức can thiệp xác định.
Hệ thống chăm sóc sức khỏe tâm thần của Hà Lan cung cấp các biện pháp can thiệp phòng ngừa, chẳng hạn như khóa học "Đối phó với trầm cảm" (CWD) cho những người bị trầm cảm dưới ngưỡng. Khóa học được cho là thành công nhất của các can thiệp tâm lý để điều trị và phòng ngừa trầm cảm (cả về khả năng thích ứng với các quần thể khác nhau và kết quả của nó), với việc giảm 38% nguy cơ mắc bệnh trầm cảm nặng và hiệu quả như một phương pháp điều trị so sánh thuận lợi đến các liệu pháp tâm lý khác.

## Điều trị
Ba phương pháp điều trị trầm cảm phổ biến nhất là liệu pháp tâm lý, thuốc và liệu pháp điện giật. Tâm lý trị liệu là sự lựa chọn điều trị (dùng thuốc) cho những người dưới 18 tuổi. Hướng dẫn năm 2004 của Viện Y tế và Chăm sóc Quốc gia Vương quốc Anh (NICE) chỉ ra rằng thuốc chống trầm cảm không nên được sử dụng để điều trị ban đầu trầm cảm nhẹ vì tỷ lệ rủi ro - lợi ích là thấp. Các hướng dẫn khuyến cáo rằng điều trị bằng thuốc chống trầm cảm kết hợp với các can thiệp tâm lý xã hội nên được xem xét đối với:
- Những người có tiền sử trầm cảm vừa hoặc nặng
- Những người bị trầm cảm nhẹ đã xuất hiện trong một thời gian dài
- Là phương pháp điều trị thứ hai cho chứng trầm cảm nhẹ vẫn tồn tại sau các can thiệp khác
- Là phương pháp điều trị đầu tiên cho bệnh trầm cảm vừa hoặc nặng.

Các hướng dẫn lưu ý thêm rằng điều trị chống trầm cảm nên được tiếp tục trong ít nhất sáu tháng để giảm nguy cơ tái phát, và SSRI được dung nạp tốt hơn so với thuốc chống trầm cảm ba vòng.
Các hướng dẫn điều trị của Hiệp hội Tâm thần Hoa Kỳ khuyến cáo rằng điều trị ban đầu nên được điều chỉnh riêng dựa trên các yếu tố bao gồm mức độ nghiêm trọng của các triệu chứng, các rối loạn mắc phải, kinh nghiệm điều trị trước đó và sở thích của bệnh nhân. Các lựa chọn có thể bao gồm liệu pháp dược lý, liệu pháp tâm lý, tập thể dục, liệu pháp điện giật (ECT), kích thích từ trường xuyên sọ (TMS) hoặc liệu pháp ánh sáng. Thuốc chống trầm cảm được khuyến cáo là lựa chọn điều trị ban đầu ở những người bị trầm cảm nặng nhẹ, trung bình hoặc nặng, và nên được dùng cho tất cả bệnh nhân trầm cảm nặng trừ khi có kế hoạch điều trị ECT. Có bằng chứng cho thấy dịch vụ chăm sóc hợp tác của một nhóm bác sĩ chăm sóc sức khỏe tạo ra kết quả tốt hơn so với chăm sóc thông thường của một bác sĩ duy nhất.
Các lựa chọn điều trị hạn chế hơn nhiều ở các nước đang phát triển, nơi mà việc tiếp cận với các nhân viên sức khỏe tâm thần, thuốc men và liệu pháp tâm lý thường khó khăn. Sự phát triển của các dịch vụ sức khỏe tâm thần còn ít ở nhiều quốc gia; trầm cảm được xem như một hiện tượng của thế giới phát triển mặc dù có bằng chứng ngược lại, và không phải là một tình trạng cố hữu đe dọa tính mạng. Một đánh giá của Cochrane năm 2014 cho thấy không đủ bằng chứng để xác định hiệu quả của liệu pháp tâm lý so với y tế ở trẻ em.

### Lối sống

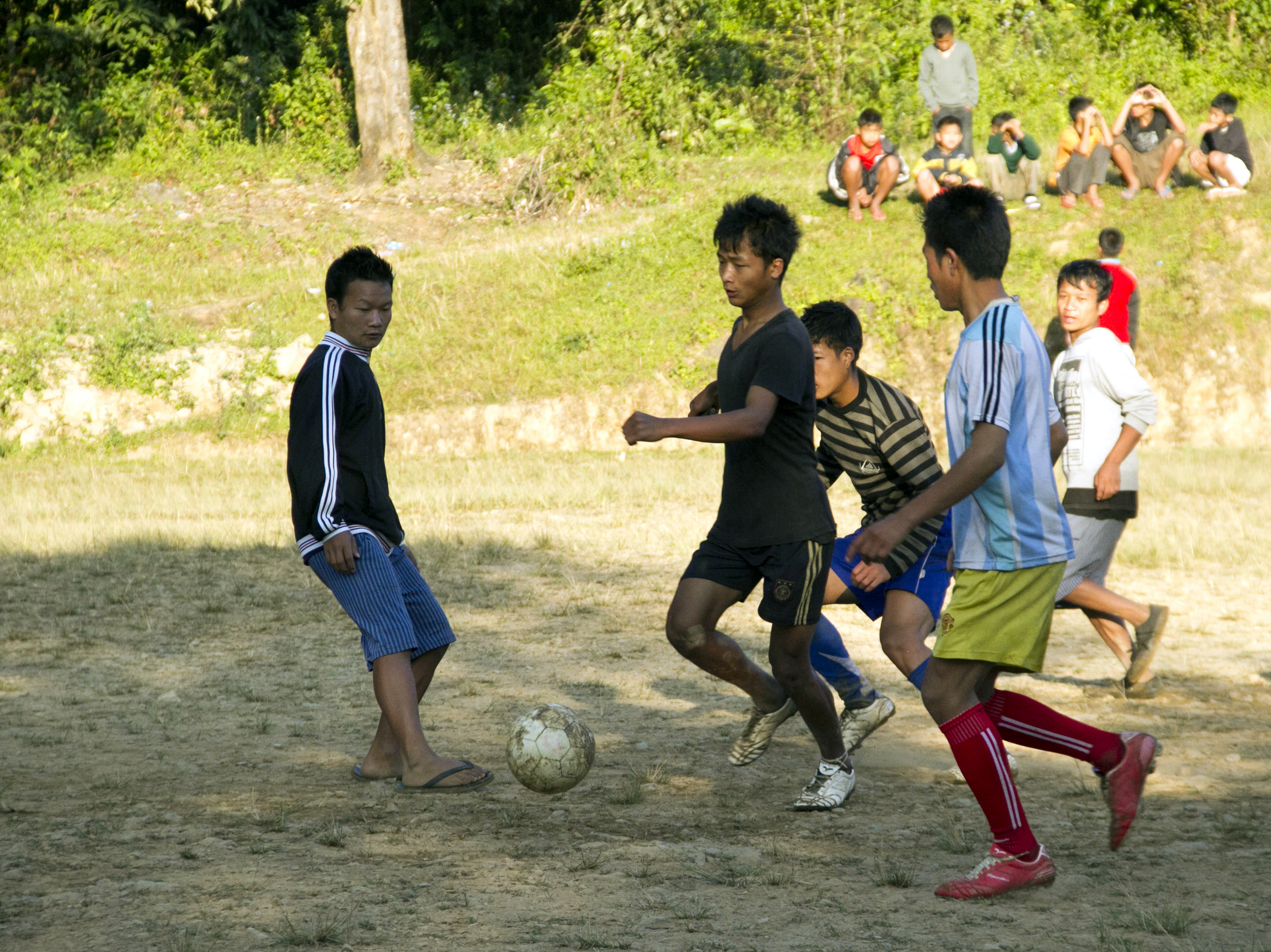
Tập thể dục là một cách được khuyến nghị để kiểm soát chứng trầm cảm nhẹ, chẳng hạn như chơi bóng đá.

Tập thể dục được khuyến khích để kiểm soát trầm cảm nhẹ, và có tác dụng vừa phải đối với các triệu chứng.  Tập thể dục cũng được chứng minh là có hiệu quả đối với chứng trầm cảm nặng (đơn cực). Nó tương đương với việc sử dụng thuốc hoặc các liệu pháp tâm lý ở hầu hết mọi người.  Ở người lớn tuổi, nó dường như làm giảm trầm cảm. Tập thể dục có thể được khuyến nghị cho những người sẵn sàng, có động lực và thể chất đủ khỏe mạnh để tham gia vào một chương trình tập thể dục như một phương pháp điều trị.
Có một lượng nhỏ bằng chứng cho thấy thức trắng 1 đêm có thể cải thiện các triệu chứng trầm cảm, với những tác động thường xuất hiện trong vòng một ngày. Hiệu ứng này thường là tạm thời. Bên cạnh cảm giác buồn ngủ, phương pháp này có thể gây ra tác dụng phụ là hưng cảm.
Trong các nghiên cứu quan sát, việc cai thuốc lá có lợi cho bệnh trầm cảm tương đương hoặc lớn hơn so với việc dùng thuốc chữa trầm cảm.
Bên cạnh tập thể dục, giấc ngủ và chế độ ăn uống có thể đóng một vai trò nào đó trong bệnh trầm cảm, và các biện pháp can thiệp vào những lĩnh vực này có thể là một biện pháp bổ sung hiệu quả cho các phương pháp thông thường.

### Liệu pháp trò chuyện
Liệu pháp trò chuyện (tâm lý trị liệu) có thể được các chuyên gia sức khỏe tâm thần cung cấp cho các cá nhân, nhóm hoặc gia đình. Một đánh giá năm 2017 cho thấy liệu pháp hành vi nhận thức có vẻ tương tự như thuốc chống trầm cảm về mặt tác dụng. Một đánh giá năm 2012 cho thấy liệu pháp tâm lý tốt hơn là không điều trị chứ không phải các phương pháp điều trị khác. Với các dạng trầm cảm mãn tính và phức tạp hơn, có thể sử dụng kết hợp thuốc và liệu pháp tâm lý. Có bằng chứng chất lượng vừa phải cho thấy liệu pháp tâm lý là một bổ sung hữu ích cho việc điều trị bằng thuốc chống trầm cảm tiêu chuẩn đối với chứng trầm cảm kháng trị trong thời gian ngắn.
Liệu pháp tâm lý đã được chứng minh là có hiệu quả ở những người lớn tuổi. Liệu pháp tâm lý thành công dường như làm giảm sự tái phát của bệnh trầm cảm ngay cả khi nó đã ngừng hoặc được thay thế bằng các đợt tăng cường không thường xuyên.

#### Liệu pháp nhận thức hành vi
Liệu pháp nhận thức hành vi (CBT) hiện có nhiều bằng chứng nghiên cứu nhất về việc điều trị trầm cảm ở trẻ em và thanh thiếu niên, CBT và liệu pháp tâm lý giữa các cá nhân (IPT) là những liệu pháp được ưu tiên cho chứng trầm cảm ở tuổi vị thành niên. Theo Viện Quốc gia về Sức khỏe và Lâm sàng ở những người dưới 18 tuổi, chỉ nên dùng thuốc kết hợp với liệu pháp tâm lý, chẳng hạn như CBT, liệu pháp giữa các cá nhân hoặc liệu pháp gia đình. Liệu pháp nhận thức hành vi cũng đã được chứng minh là làm giảm số ngày ốm của những người bị trầm cảm, khi được sử dụng cùng với chăm sóc ban đầu.
Hình thức tâm lý trị liệu được nghiên cứu nhiều nhất cho bệnh trầm cảm là CBT, dạy khách hàng thách thức khả năng tự đánh bại bản thân, nhưng cách suy nghĩ (nhận thức) bền bỉ và thay đổi hành vi phản tác dụng. Nghiên cứu bắt đầu từ giữa những năm 1990 cho thấy rằng CBT có thể hoạt động tốt bằng hoặc tốt hơn thuốc chống trầm cảm ở bệnh nhân trầm cảm từ trung bình đến nặng. CBT có thể có hiệu quả ở thanh thiếu niên trầm cảm, mặc dù tác dụng của nó đối với các đợt trầm trọng chưa được biết rõ ràng. Một số biến số dự đoán sự thành công cho liệu pháp hành vi nhận thức ở thanh thiếu niên: mức độ suy nghĩ hợp lý cao hơn, ít vô vọng hơn, ít suy nghĩ tiêu cực hơn và ít biến dạng nhận thức hơn. CBT đặc biệt có lợi trong việc ngăn ngừa tái phát bệnh.
Liệu pháp nhận thức hành vi và các chương trình nghề nghiệp (bao gồm điều chỉnh các hoạt động làm việc và hỗ trợ) đã được chứng minh là có hiệu quả trong việc giảm số ngày ốm của công nhân bị trầm cảm.

#### Các biến thể
Một số biến thể của liệu pháp hành vi nhận thức đã được sử dụng ở những người bị trầm cảm, đáng chú ý nhất là liệu pháp hành vi cảm xúc hợp lý, và liệu pháp nhận thức dựa trên chánh niệm. Các chương trình giảm căng thẳng dựa trên chánh niệm có thể làm giảm các triệu chứng trầm cảm. Các chương trình thực hành tỉnh giác/chánh niệm cũng dường như là một biện pháp can thiệp đầy hứa hẹn trong giới trẻ.

#### Phân tâm học
Phân tâm học là một trường phái tư tưởng, được thành lập bởi Sigmund Freud, nhấn mạnh đến việc giải quyết những xung đột tinh thần vô thức. Các kỹ thuật phân tích tâm lý được một số học viên sử dụng để điều trị cho những thân chủ mắc chứng trầm cảm nặng. Một liệu pháp được thực hành rộng rãi hơn, được gọi là liệu pháp tâm lý động lực học, theo truyền thống của phân tâm học nhưng ít chuyên sâu hơn, họp một hoặc hai lần một tuần. Nó cũng có xu hướng tập trung nhiều hơn vào các vấn đề trước mắt của người đó, và có thêm sự tập trung vào xã hội và giữa các cá nhân. Trong một phân tích tổng hợp của ba thử nghiệm có đối chứng về Liệu pháp Tâm lý Hỗ trợ Tâm lý Động lực học Ngắn hạn, sự thay đổi này được phát hiện có hiệu quả như thuốc điều trị trầm cảm nhẹ đến trung bình.

### Thuốc chống trầm cảm

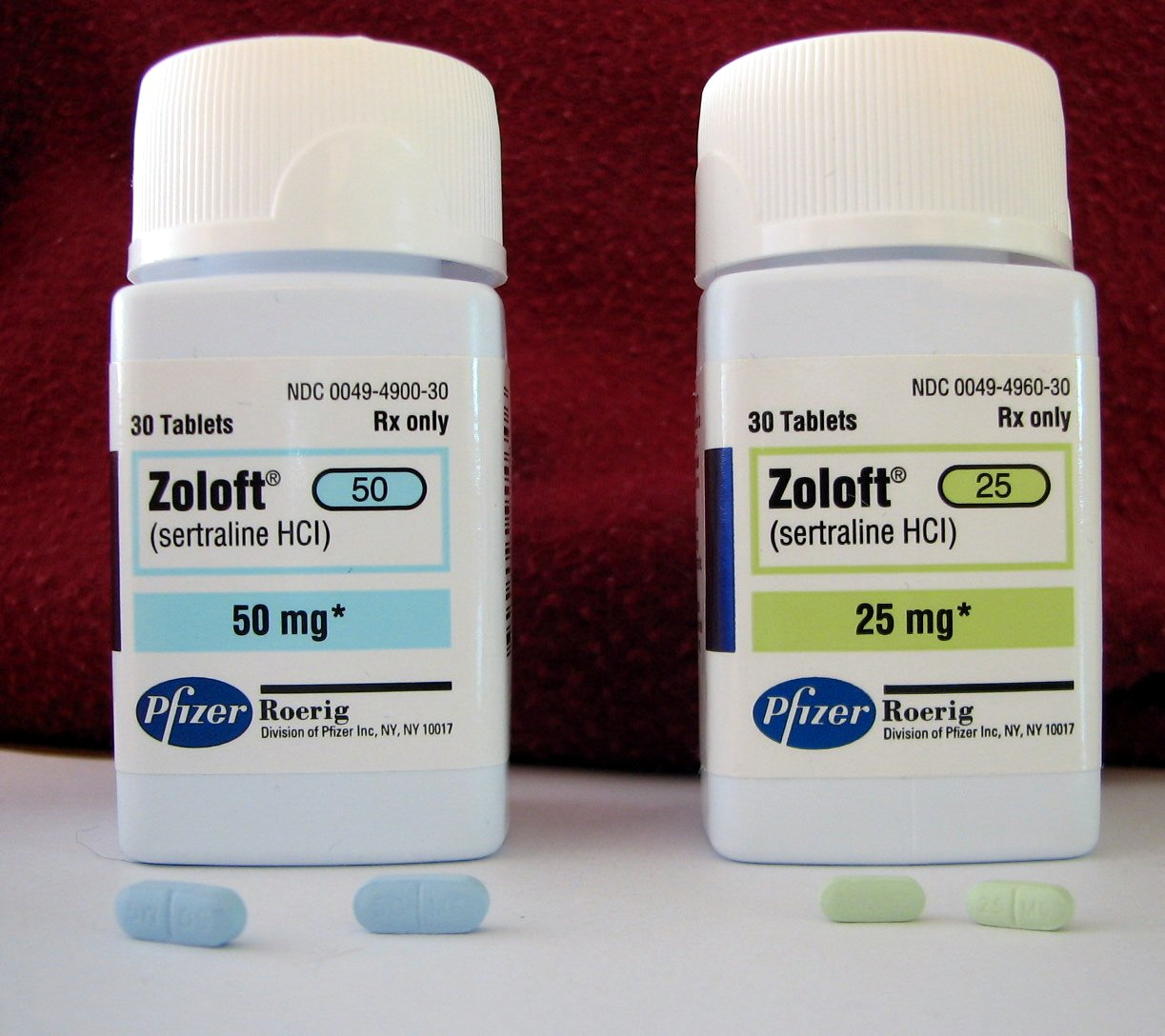
Sertraline (Zoloft) được sử dụng chủ yếu để điều trị chứng trầm cảm nặng ở người lớn.

Kết quả mâu thuẫn đã nảy sinh từ các nghiên cứu xem xét hiệu quả của thuốc chống trầm cảm ở những người bị trầm cảm cấp tính, nhẹ đến trung bình. Bằng chứng mạnh mẽ hơn ủng hộ tính hữu ích của thuốc chống trầm cảm trong điều trị trầm cảm mãn tính  hoặc trầm trọng.
Mặc dù những lợi ích nhỏ đã được tìm thấy, các nhà nghiên cứu Irving Kirsch và Thomas Moore nói rằng chúng có thể là do các vấn đề với các thử nghiệm chứ không phải do tác dụng thực sự của thuốc. Trong một ấn phẩm sau đó, Kirsch kết luận rằng tác dụng tổng thể của thuốc chống trầm cảm thế hệ mới thấp hơn các tiêu chí khuyến cáo về ý nghĩa lâm sàng. Kết quả tương tự cũng thu được trong một phân tích tổng hợp của Fornier.
Một đánh giá do Viện Quốc gia về Y tế và Chăm sóc (Anh) ủy quyền đã kết luận rằng có bằng chứng mạnh mẽ cho thấy các chất ức chế tái hấp thu serotonin có chọn lọc (SSRI), chẳng hạn như escitalopram, paroxetine và sertraline, có hiệu quả cao hơn giả dược trong việc giảm 50% điểm trầm cảm ở mức độ trầm cảm nặng vừa và nặng, và có một số bằng chứng cho tác dụng tương tự ở bệnh trầm cảm nhẹ. Tương tự, một đánh giá có hệ thống của Cochrane về các thử nghiệm lâm sàng đối với thuốc chống trầm cảm ba vòng amitriptyline kết luận rằng có bằng chứng mạnh mẽ rằng hiệu quả của nó vượt trội hơn so với giả dược.
Một đánh giá của Cochrane năm 2019 về việc sử dụng kết hợp thuốc chống trầm cảm cộng với thuốc benzodiazepine đã chứng minh hiệu quả được cải thiện khi so sánh với thuốc chống trầm cảm đơn thuần; tuy nhiên, những tác dụng này không được duy trì trong giai đoạn cấp tính hoặc liên tục. Lợi ích của việc bổ sung benzodiazepine nên được cân bằng với những tác hại có thể xảy ra và các chiến lược điều trị thay thế khác khi liệu pháp đơn trị liệu chống trầm cảm được coi là không phù hợp.
Năm 2014 , Cục Quản lý Thực phẩm và Dược phẩm Hoa Kỳ công bố một đánh giá có hệ thống về tất cả các thử nghiệm duy trì thuốc chống trầm cảm được đệ trình cho cơ quan này từ năm 1985 đến năm 2012. Các tác giả kết luận rằng điều trị duy trì làm giảm nguy cơ tái phát 52% so với giả dược, và tác dụng này chủ yếu là do trầm cảm tái phát ở nhóm giả dược hơn là tác dụng cai thuốc.
Để tìm được loại thuốc chống trầm cảm hiệu quả nhất với ít tác dụng phụ nhất, có thể điều chỉnh liều lượng và nếu cần, có thể thử kết hợp các loại thuốc chống trầm cảm khác nhau. Tỷ lệ đáp ứng với loại thuốc chống trầm cảm đầu tiên được sử dụng dao động từ 50 đến 75% và có thể mất ít nhất sáu đến tám tuần kể từ khi bắt đầu dùng thuốc để cải thiện. Điều trị bằng thuốc chống trầm cảm thường được tiếp tục trong 16 đến 20 tuần sau khi thuyên giảm, để giảm thiểu khả năng tái phát, và thậm chí nên tiếp tục kéo dài đến một năm. Những người bị trầm cảm mãn tính có thể phải dùng thuốc vô thời hạn để tránh tái phát.
SSRI là loại thuốc chính được kê đơn, do tác dụng phụ tương đối nhẹ và vì chúng ít độc hơn khi dùng quá liều so với các thuốc chống trầm cảm khác. Những người không đáp ứng với một SSRI có thể được chuyển sang một loại thuốc chống trầm cảm khác, và điều này dẫn đến sự cải thiện trong gần 50% trường hợp. Một lựa chọn khác là chuyển sang bupropion chống trầm cảm không điển hình. Venlafaxine, một loại thuốc chống trầm cảm có cơ chế hoạt động khác, có thể hiệu quả hơn một chút so với SSRI. Tuy nhiên, venlafaxine không được khuyến cáo ở Anh như một phương pháp điều trị đầu tiên vì bằng chứng cho thấy rủi ro của nó có thể lớn hơn lợi ích, và nó đặc biệt không được khuyến khích ở trẻ em và thanh thiếu niên.
Đối với trẻ em, một số nghiên cứu đã ủng hộ việc sử dụng fluoxetine chống trầm cảm SSRI. Tuy nhiên, lợi ích dường như không đáng kể ở trẻ em, trong khi các thuốc chống trầm cảm khác không được chứng minh là có hiệu quả. Thuốc không được khuyến khích ở trẻ em bị bệnh nhẹ. Cũng không có đủ bằng chứng để xác định hiệu quả ở những người bị trầm cảm phức tạp do sa sút trí tuệ. Bất kỳ loại thuốc chống trầm cảm nào cũng có thể gây ra mức natri trong máu thấp; tuy nhiên, nó đã được báo cáo thường xuyên hơn với SSRI. Không có gì lạ khi SSRIs gây ra hoặc làm trầm trọng thêm chứng mất ngủ; thuốc an thần chống trầm cảm không điển hình mirtazapine có thể được sử dụng trong những trường hợp như vậy.
Các chất ức chế monoamine oxidase không thể đảo ngược, một loại thuốc chống trầm cảm cũ hơn, đã bị cản trở bởi các tương tác thuốc và chế độ ăn uống có thể đe dọa tính mạng. Chúng vẫn chỉ hiếm khi được sử dụng, mặc dù các tác nhân mới hơn và dung nạp tốt hơn của lớp này đã được phát triển. Hồ sơ an toàn khác với các chất ức chế monoamine oxidase có thể đảo ngược, chẳng hạn như moclobemide, trong đó nguy cơ tương tác nghiêm trọng trong chế độ ăn uống là không đáng kể và các hạn chế về chế độ ăn uống ít nghiêm ngặt hơn.
Không rõ liệu thuốc chống trầm cảm có ảnh hưởng đến nguy cơ tự tử của một người hay không. Đối với trẻ em, thanh thiếu niên và có thể là thanh niên từ 18 đến 24 tuổi, có nguy cơ cao hơn về cả ý tưởng tự tử và hành vi tự sát ở những người được điều trị bằng SSRI. Đối với người lớn, vẫn chưa rõ liệu SSRI có ảnh hưởng đến nguy cơ tự tử hay không. Một đánh giá không tìm thấy kết nối; một rủi ro khác tăng lên; và một phần ba không có nguy cơ ở những người 25–65 tuổi và giảm nguy cơ ở những người trên 65 tuổi. Cảnh báo hộp đen đã được đưa ra ở Hoa Kỳ vào năm 2007 về SSRIs và các loại thuốc chống trầm cảm khác do nguy cơ tự tử ở bệnh nhân dưới 24 tuổi tăng lên. Các sửa đổi thông báo phòng ngừa tương tự đã được Bộ Y tế Nhật Bản thực hiện.

### Thuốc khác
Có một số bằng chứng cho thấy dầu cá bổ sung axit béo omega-3 có chứa hàm lượng cao từ axit eicosapentaenoic (EPA) đến axit docosahexaenoic (DHA) có hiệu quả trong việc điều trị, nhưng không phải là ngăn ngừa trầm cảm nặng. Tuy nhiên, một tổng quan của Cochrane xác định rằng không có đủ bằng chứng chất lượng cao để cho thấy axit béo omega-3 có hiệu quả trong bệnh trầm cảm. Có ít bằng chứng cho thấy việc bổ sung vitamin D có giá trị trong việc giảm bớt các triệu chứng trầm cảm ở những người thiếu vitamin D. Có một số bằng chứng sơ bộ cho thấy chất ức chế COX-2, chẳng hạn như celecoxib, có tác dụng hữu ích đối với chứng trầm cảm nặng. Lithium dường như có hiệu quả trong việc giảm nguy cơ tự tử ở những người bị rối loạn lưỡng cực và trầm cảm đơn cực xuống mức gần bằng với dân số chung. Có một phạm vi hẹp về liều lượng hiệu quả và an toàn của lithi do đó có thể cần theo dõi chặt chẽ. Hormone tuyến giáp liều thấp có thể được thêm vào các thuốc chống trầm cảm hiện có để điều trị các triệu chứng trầm cảm dai dẳng ở những người đã thử dùng nhiều đợt thuốc. Bằng chứng hạn chế cho thấy các chất kích thích, chẳng hạn như amphetamine và modafinil, có thể có hiệu quả trong ngắn hạn hoặc như một liệu pháp bổ trợ. Ngoài ra, người ta cho rằng bổ sung folate có thể có vai trò trong việc kiểm soát bệnh trầm cảm. Có bằng chứng dự kiến về lợi ích từ testosterone ở nam giới đối với các bệnh nhân trầm cảm.

### Liệu pháp co giật điện
Liệu pháp co giật điện (ECT) là một phương pháp điều trị tâm thần tiêu chuẩn, trong đó các cơn co giật được gây ra bằng điện ở bệnh nhân để làm giảm các bệnh tâm thần. :1880 ECT được sử dụng khi có sự đồng ý rõ ràng  như một phương pháp can thiệp cuối cùng cho rối loạn trầm cảm nặng.
Một đợt ECT có hiệu quả đối với khoảng 50% những người bị rối loạn trầm cảm nặng kháng trị, cho dù đó là rối loạn đơn cực hay lưỡng cực. Điều trị theo dõi vẫn còn chưa được nghiên cứu, nhưng khoảng một nửa số người đáp ứng tái phát trong vòng 12 tháng.
Ngoài các tác động lên não, các rủi ro vật lý chung của ECT tương tự như các rủi ro của gây mê toàn thân ngắn hạn. :259 Ngay sau khi điều trị, các tác dụng phụ thường gặp nhất là lú lẫn và mất trí nhớ. ECT được coi là một trong những lựa chọn điều trị ít gây hại nhất cho phụ nữ mang thai bị trầm cảm nặng.
Một liệu trình thông thường của ECT bao gồm nhiều lần tiêm, thường được dùng hai hoặc ba lần mỗi tuần, cho đến khi bệnh nhân không còn các triệu chứng. ECT được thực hiện dưới gây mê với thuốc giãn cơ. Liệu pháp điện giật có thể khác nhau về ứng dụng của nó theo ba cách: vị trí đặt điện cực, tần số điều trị và dạng sóng điện của kích thích. Ba hình thức áp dụng này có sự khác biệt đáng kể về cả tác dụng phụ và sự thuyên giảm triệu chứng. Sau khi điều trị, điều trị bằng thuốc thường được tiếp tục, và một số bệnh nhân nhận được ECT duy trì.
ECT dường như hoạt động trong ngắn hạn thông qua tác dụng chống co giật chủ yếu ở thùy trán và lâu dài hơn thông qua tác dụng dưỡng thần kinh chủ yếu ở thùy thái dương giữa.

### Kích thích từ trường xuyên sọ
Kích thích từ xuyên sọ (TMS) hoặc kích thích từ sâu xuyên sọ là một phương pháp không xâm lấn được sử dụng để kích thích các vùng nhỏ của não. TMS đã được FDA chấp thuận cho chứng rối loạn trầm cảm nặng kháng điều trị (trMDD) vào năm 2008  và đến năm 2014 bằng chứng chứng minh rằng nó có thể có hiệu quả. Hiệp hội Tâm thần Hoa Kỳ  Mạng lưới Canada về Rối loạn Tâm trạng và Lo lắng, và Đại học Tâm thần Hoàng gia Úc và New Zealand đã cho phép dùng TMS cho bệnh nhân trầm cảm.

### Kích thích dòng điện một chiều xuyên sọ
Kích thích dòng điện một chiều xuyên sọ (tDCS) là một phương pháp không xâm lấn khác được sử dụng để kích thích các vùng nhỏ của não với sự trợ giúp của dòng điện yếu. Ngày càng nhiều bằng chứng đã được thu thập về hiệu quả của nó như một phương pháp điều trị trầm cảm. Một phân tích tổng hợp được công bố vào năm 2020 tóm tắt kết quả của chín nghiên cứu (572 người tham gia) kết luận rằng tDCS hoạt động tốt hơn đáng kể so với giả mạo về phản ứng (tương ứng là 30,9% so với 18,9%), thuyên giảm (19,9% so với 11,7%) và trầm cảm cải tiến. Theo một phân tích tổng hợp năm 2016, 34% bệnh nhân được điều trị bằng tDCS cho thấy giảm ít nhất 50% triệu chứng so với 19% được điều trị giả trong 6 thử nghiệm ngẫu nhiên có đối chứng.

### Liệu pháp ánh sáng
Liệu pháp ánh sáng rực rỡ làm giảm mức độ nghiêm trọng của triệu chứng trầm cảm, có lợi cho cả rối loạn cảm xúc theo mùa và trầm cảm trái mùa, và tác dụng tương tự như đối với các thuốc chống trầm cảm thông thường. Đối với chứng trầm cảm trái mùa, việc thêm liệu pháp ánh sáng vào liệu pháp chống trầm cảm tiêu chuẩn không hiệu quả. Đối với chứng trầm cảm trái mùa, trong đó ánh sáng được sử dụng chủ yếu kết hợp với thuốc chống trầm cảm hoặc liệu pháp đánh thức, một tác dụng trung bình đã được tìm thấy, với phản ứng tốt hơn so với điều trị kiểm soát trong các nghiên cứu chất lượng cao, trong các nghiên cứu áp dụng điều trị bằng ánh sáng buổi sáng và với những người đáp ứng tổng hoặc thiếu ngủ một phần. Cả hai phân tích đều ghi nhận chất lượng kém, thời gian ngắn và quy mô nhỏ của hầu hết các nghiên cứu được xem xét.

### Khác
Không có đủ bằng chứng về Reiki  và liệu pháp chuyển động khiêu vũ trong bệnh trầm cảm. Kể từ năm 2019, cần sa đặc biệt không được khuyến khích dùng làm phương pháp điều trị.

## Tiên lượng
Các giai đoạn trầm cảm chính thường tự giải quyết theo thời gian cho dù chúng có được điều trị hay không. Bệnh nhân ngoại trú trong danh sách chờ đợi cho thấy giảm 10-15% các triệu chứng trong vòng vài tháng, với khoảng 20% không còn đáp ứng đầy đủ các tiêu chí của rối loạn trầm cảm. Thời lượng trung bình của một tập được ước tính là 23 tuần, với tỷ lệ hồi phục cao nhất trong ba tháng đầu tiên.
Các nghiên cứu đã chỉ ra rằng 80% những người bị giai đoạn trầm cảm lớn đầu tiên của họ sẽ có thêm ít nhất một lần trầm cảm nữa trong cuộc đời của họ, với thời gian trung bình là 4 giai đoạn. Các nghiên cứu dân số chung khác chỉ ra rằng khoảng một nửa số người có một đợt hồi phục (cho dù được điều trị hay không) và vẫn khỏe mạnh, trong khi nửa còn lại sẽ có thêm ít nhất một đợt nữa và khoảng 15% trong số đó bị tái phát mãn tính. Các nghiên cứu tuyển chọn từ các nguồn bệnh nhân nội trú chọn lọc cho thấy khả năng hồi phục thấp hơn và khả năng mãn tính cao hơn, trong khi các nghiên cứu chủ yếu là bệnh nhân ngoại trú cho thấy hầu hết đều hồi phục, với thời gian tập trung bình là 11 tháng. Khoảng 90% những người bị trầm cảm nặng hoặc rối loạn tâm thần, hầu hết trong số họ cũng đáp ứng các tiêu chuẩn về các rối loạn tâm thần khác, bị tái phát.
Một tỷ lệ cao những người thuyên giảm hoàn toàn các triệu chứng vẫn có ít nhất một triệu chứng không được giải quyết hoàn toàn sau khi điều trị. Khả năng tái phát hoặc mãn tính nhiều hơn nếu các triệu chứng không được điều trị hết. Các hướng dẫn hiện tại khuyên bạn nên tiếp tục dùng thuốc chống trầm cảm từ bốn đến sáu tháng sau thuyên giảm để ngăn ngừa tái phát. Bằng chứng từ nhiều thử nghiệm ngẫu nhiên có đối chứng cho thấy việc tiếp tục dùng thuốc chống trầm cảm sau khi hồi phục có thể làm giảm nguy cơ tái phát đến 70% (41% đối với giả dược so với 18% đối với thuốc chống trầm cảm). Hiệu quả phòng ngừa có thể kéo dài ít nhất trong 36 lần đầu tiên tháng sử dụng.
Những người trải qua các đợt trầm cảm lặp đi lặp lại cần được điều trị liên tục để ngăn ngừa trầm cảm lâu dài và trầm trọng hơn. Trong một số trường hợp, người bệnh phải dùng thuốc suốt đời.
Các ca bệnh kết quả kém có liên quan đến việc điều trị không phù hợp, các triệu chứng ban đầu nghiêm trọng bao gồm rối loạn tâm thần, khởi phát sớm, các đợt trước đó, phục hồi không hoàn toàn sau một năm điều trị, rối loạn tâm thần hoặc bệnh lý nặng có sẵn và rối loạn chức năng gia đình.
Những người trầm cảm có tuổi thọ ngắn hơn những người không bị trầm cảm, một phần là do bệnh nhân trầm cảm có nguy cơ chết vì tự tử. Họ cũng có tỷ lệ tử vong do các nguyên nhân khác cao hơn, dễ mắc các tình trạng y tế hơn như bệnh tim. Có tới 60% số người chết vì tự tử mắc chứng rối loạn tâm trạng như trầm cảm nặng, và nguy cơ đặc biệt cao nếu một người có cảm giác tuyệt vọng rõ rệt hoặc mắc cả trầm cảm và rối loạn nhân cách ranh giới. Khoảng 2–8% người lớn bị trầm cảm nặng chết do tự tử, và khoảng 50% người chết do tự tử bị trầm cảm hoặc rối loạn tâm trạng khác. Nguy cơ tự tử suốt đời liên quan đến chẩn đoán trầm cảm nặng ở Hoa Kỳ được ước tính là 3,4%, trung bình có hai con số rất chênh lệch là gần 7% đối với nam giới và 1% đối với phụ nữ  (mặc dù các nỗ lực tự tử thường xuyên hơn ở phụ nữ). Ước tính này thấp hơn đáng kể so với con số được chấp nhận trước đây là 15%, được rút ra từ các nghiên cứu cũ hơn về bệnh nhân nhập viện.
Trầm cảm chính hiện là nguyên nhân hàng đầu gây ra gánh nặng bệnh tật ở Bắc Mỹ và các nước có thu nhập cao khác, và là nguyên nhân đứng hàng thứ tư trên toàn thế giới. Theo WHO, vào năm 2030, nó được dự đoán là nguyên nhân thứ hai gây ra gánh nặng bệnh tật trên toàn thế giới sau HIV. Chậm trễ hoặc thất bại trong việc tìm kiếm điều trị sau khi tái phát và việc các chuyên gia y tế không cung cấp phương pháp điều trị là hai rào cản để giảm thiểu tình trạng tàn tật.
Trầm cảm có thể ảnh hưởng đến khả năng làm việc của bệnh nhân. Sự kết hợp giữa chăm sóc và hỗ trợ lâm sàng thông thường với việc trở lại làm việc (như làm việc ít giờ hơn hoặc thay đổi công việc) có thể làm giảm thời gian nghỉ ốm xuống 15% và dẫn đến ít triệu chứng trầm cảm hơn và cải thiện khả năng làm việc, giảm thời gian nghỉ ốm trung bình hàng năm là 25 ngày mỗi năm. Giúp những người trầm cảm trở lại làm việc mà không có liên quan đến chăm sóc y tế đã không được chứng minh là có ảnh hưởng đến những ngày nghỉ ốm. Các can thiệp tâm lý bổ sung (chẳng hạn như liệu pháp hành vi nhận thức trực tuyến) dẫn đến ít ngày ốm hơn so với chỉ quản lý tiêu chuẩn. Hợp lý hóa việc chăm sóc hoặc thêm các nhà cung cấp cụ thể để chăm sóc bệnh trầm cảm có thể giúp giảm thời gian nghỉ ốm.

## Dịch tễ học

Năm sống được điều chỉnh theo khuyết tật đối với các rối loạn trầm cảm đơn cực trên 100.000 dân vào năm 2004.

Rối loạn trầm cảm nặng ảnh hưởng đến khoảng 163 triệu người vào năm 2017 (2% dân số toàn cầu). Tỷ lệ những người bị ảnh hưởng tại một thời điểm trong cuộc đời của họ thay đổi từ 7% ở Nhật Bản đến 21% ở Pháp. Ở hầu hết các quốc gia, số người bị trầm cảm trong cuộc đời của họ nằm trong khoảng 8–18%. Ở Bắc Mỹ, xác suất mắc giai đoạn trầm cảm nghiêm trọng trong vòng một năm là 3–5% đối với nam và 8–10% đối với nữ. Trầm cảm nặng ở phụ nữ phổ biến gấp đôi so với nam giới, mặc dù vẫn chưa rõ lý do tại sao lại như vậy và liệu các yếu tố chưa được xác định có góp phần gây ra điều này hay không. Sự gia tăng tương đối liên quan đến sự phát triển dậy thì hơn là theo tuổi thời gian, đạt đến tỷ lệ trưởng thành trong độ tuổi từ 15 đến 18, và xuất hiện liên quan đến tâm lý xã hội hơn là các yếu tố nội tiết tố. Tính đến năm 2017, trầm cảm là nguyên nhân phổ biến thứ ba trên toàn thế giới gây ra khuyết tật ở cả hai giới, sau đau thắt lưng và đau đầu.
Bệnh nhân có nhiều khả năng phát triển giai đoạn trầm cảm đầu tiên của họ ở độ tuổi từ 30 đến 40, và có lần mắc bệnh thứ hai, nhỏ hơn ở độ tuổi từ 50 đến 60. Nguy cơ trầm cảm nặng tăng lên khi mắc các bệnh thần kinh như đột quỵ, bệnh Parkinson, hoặc bệnh đa xơ cứng, và trong năm đầu tiên sau khi sinh con. Nó cũng phổ biến hơn sau các bệnh tim mạch, và có liên quan nhiều hơn đến những người có kết quả bệnh tim kém hơn là bệnh tốt hơn. Các nghiên cứu mâu thuẫn về tỷ lệ trầm cảm ở người cao tuổi, nhưng hầu hết các dữ liệu cho thấy có sự giảm ở nhóm tuổi này. Rối loạn trầm cảm phổ biến hơn ở người dân thành thị hơn ở nông thôn và tỷ lệ mắc hiện tăng ở các nhóm có yếu tố kinh tế xã hội kém hơn, ví dụ như người vô gia cư.

## Lịch sử

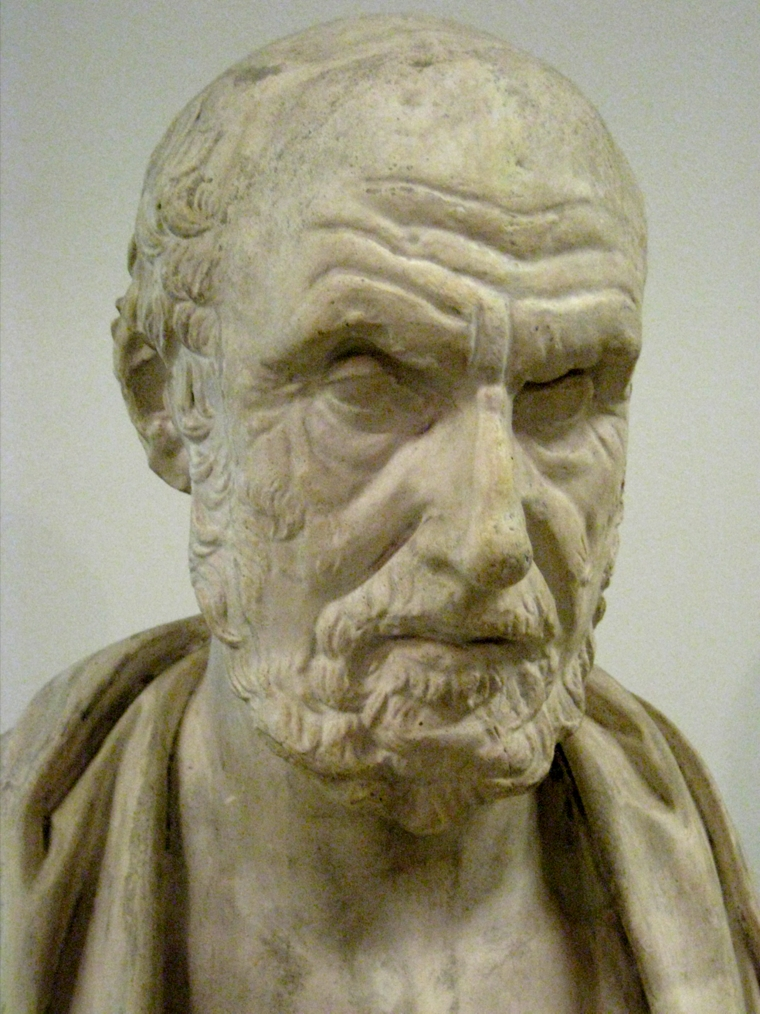
Các chẩn đoán về chứng trầm cảm ít nhất cũng có từ thời Hippocrates.

Bác sĩ Hy Lạp cổ đại Hippocrates mô tả hội chứng u sầu như một căn bệnh riêng biệt với các triệu chứng thể chất và tinh thần đặc biệt; ông đã mô tả tất cả "nỗi sợ hãi và tuyệt vọng, nếu chúng kéo dài trong một thời gian dài" là triệu chứng của bệnh. Đó là một khái niệm tương tự nhưng rộng hơn nhiều so với chứng trầm cảm ngày nay; sự nổi bật được trao cho một nhóm các triệu chứng buồn bã, chán nản và thất vọng, và thường bao gồm cả nỗi sợ hãi, tức giận, ảo tưởng và ám ảnh.
Bản thân thuật ngữ trầm cảm (depression) trong tiếng Anh đã có nguồn gốc từ động từ tiếng Latinh deprimere, "nhấn xuống". Từ thế kỷ 14, "deress" có nghĩa là để khuất phục hoặc hạ gục các linh hồn. Nó được sử dụng vào năm 1665 trong Biên niên sử của tác giả người Anh Richard Baker để chỉ một người nào đó bị "suy nhược tinh thần rất lớn", và tác giả người Anh Samuel Johnson cũng theo nghĩa tương tự vào năm 1753. Thuật ngữ này cũng được sử dụng trong sinh lý học và kinh tế học. Một cách sử dụng ban đầu đề cập đến một triệu chứng tâm thần là của bác sĩ tâm thần người Pháp Louis Delasiauve vào năm 1856, và đến những năm 1860, nó đã xuất hiện trong các từ điển y học để chỉ sự giảm chức năng cảm xúc và sinh lý. Kể từ thời Aristotle, từ melancholia đã được liên kết với những người đàn ông có học thức và trí tuệ thông minh, một mối nguy hiểm của sự suy ngẫm và sáng tạo. Khái niệm mới hơn đã loại bỏ những hiệp hội này và trong suốt thế kỷ 19, nó trở nên gắn bó hơn với phụ nữ.
Mặc dù melancholia (trạng thái u buồn) vẫn là thuật ngữ chẩn đoán thống trị, nhưng trầm cảm (depression) ngày càng trở nên phổ biến trong các luận thuyết y học và là một từ đồng nghĩa vào cuối thế kỷ này; Bác sĩ tâm thần người Đức Emil Kraepelin có thể là người đầu tiên sử dụng nó như một thuật ngữ bao quát, đề cập đến các loại u sầu khác nhau như trạng thái trầm cảm.
Sigmund Freud đã ví trạng thái u sầu như tang tóc trong bài báo Mourning and Melancholia năm 1917 của ông. Ông đưa ra giả thuyết rằng sự mất mát khách quan, chẳng hạn như mất đi một mối quan hệ quý giá do cái chết hoặc một cuộc chia tay lãng mạn, cũng dẫn đến mất mát chủ quan; cá nhân trầm cảm đã đồng nhất với đối tượng của tình cảm thông qua một quá trình vô thức, tự ái được gọi là ống thông âm đạo của bản ngã. Sự mất mát như vậy dẫn đến các triệu chứng u sầu trầm trọng hơn là tang tóc; không chỉ thế giới bên ngoài bị nhìn nhận tiêu cực mà bản thân bản ngã cũng bị tổn hại. Sự suy giảm nhận thức về bản thân của bệnh nhân được bộc lộ trong niềm tin về sự đổ lỗi, kém cỏi và không xứng đáng của bản thân. Ông cũng nhấn mạnh kinh nghiệm đầu đời là một yếu tố tiên quyết. Adolf Meyer đã đưa ra một khuôn khổ xã hội và sinh học hỗn hợp nhấn mạnh các phản ứng trong bối cảnh cuộc sống của một cá nhân, và cho rằng thuật ngữ trầm cảm nên được sử dụng thay vì u sầu. Phiên bản đầu tiên của DSM (DSM-I, 1952) chứa phản ứng trầm cảm và rối loạn thần kinh trầm cảm DSM-II (1968), được định nghĩa là một phản ứng quá mức đối với xung đột nội bộ hoặc một sự kiện có thể xác định được, và cũng bao gồm một loại trầm cảm hưng cảm. rối loạn tâm thần trong các rối loạn tình cảm lớn.
Vào giữa thế kỷ 20, các nhà nghiên cứu đưa ra giả thuyết rằng trầm cảm là do sự mất cân bằng hóa học trong chất dẫn truyền thần kinh trong não, một lý thuyết dựa trên những quan sát được thực hiện vào những năm 1950 về tác dụng của Reserpine và isoniazid trong việc thay đổi mức độ dẫn truyền thần kinh monoamine và ảnh hưởng đến các triệu chứng trầm cảm. Lý thuyết về sự mất cân bằng hóa học chưa bao giờ được chứng minh.
Thuật ngữ đơn cực (cùng với thuật ngữ lưỡng cực liên quan) được đặt ra bởi nhà thần kinh học và bác sĩ tâm thần Karl Kleist, và sau đó được sử dụng bởi các đệ tử của ông là Edda Neele và Karl Leonhard.
Thuật ngữ Rối loạn trầm cảm chính (Major depressive disorder) được đưa ra bởi một nhóm bác sĩ lâm sàng Hoa Kỳ vào giữa những năm 1970 như là một phần của các đề xuất về tiêu chuẩn chẩn đoán dựa trên các mẫu triệu chứng (được gọi là "Tiêu chuẩn chẩn đoán nghiên cứu", dựa trên Tiêu chí Feighner trước đó), và được đưa vào DSM-III vào năm 1980. Hiệp hội Tâm thần Hoa Kỳ đã thêm "rối loạn trầm cảm nghiêm trọng" vào Sổ tay chẩn đoán và thống kê các rối loạn tâm thần (DSM-III), như một phần của chứng rối loạn thần kinh trầm cảm trước đây trong DSM-II, cũng bao gồm các tình trạng hiện được gọi là rối loạn nhịp tim và rối loạn điều chỉnh với tâm trạng chán nản. Để duy trì tính nhất quán, ICD-10 đã sử dụng các tiêu chí tương tự, chỉ với những thay đổi nhỏ, nhưng sử dụng ngưỡng chẩn đoán DSM để đánh dấu giai đoạn trầm cảm nhẹ, thêm các phân loại ngưỡng cao hơn cho các giai đoạn vừa và nặng. Ý tưởng cổ xưa về sầu muộn vẫn tồn tại trong khái niệm về một nhóm nhỏ trầm cảm u sầu.
Các định nghĩa mới về trầm cảm đã được chấp nhận rộng rãi, mặc dù có một số phát hiện và quan điểm trái ngược nhau. Đã có một số lập luận tiếp tục dựa trên kinh nghiệm để quay trở lại chẩn đoán bệnh u sầu. Đã có một số chỉ trích về việc mở rộng phạm vi chẩn đoán, liên quan đến việc phát triển và quảng bá thuốc chống trầm cảm và mô hình sinh học kể từ cuối những năm 1950.

## Xã hội và văn hoá

### Thuật ngữ

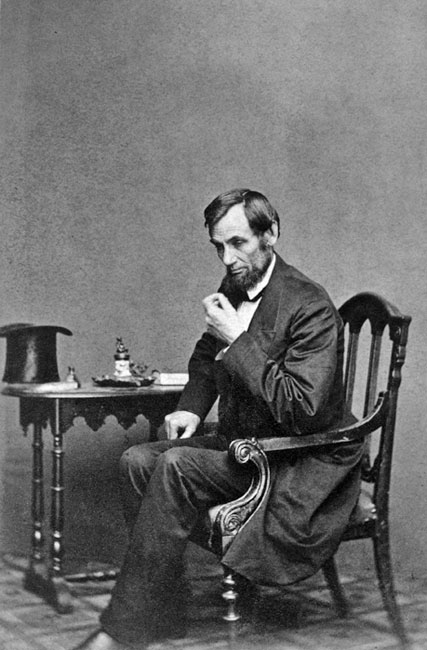
Tổng thống thứ 16 của Mỹ Abraham Lincoln mắc chứng "u sầu", một tình trạng mà bây giờ có thể được gọi là trầm cảm lâm sàng.

Thuật ngữ "trầm cảm" được sử dụng theo một số cách khác nhau. Nó thường được dùng để chỉ hội chứng này nhưng có thể ám chỉ các rối loạn tâm trạng khác hoặc chỉ đơn giản là tâm trạng thấp. Khái niệm của mọi người về trầm cảm rất khác nhau, cả trong và giữa các nền văn hóa. Một nhà bình luận nhận xét: "Vì thiếu sự chắc chắn về mặt khoa học, cuộc tranh luận về chứng trầm cảm xoay quanh các câu hỏi về ngôn ngữ. Cái mà chúng ta gọi nó - là 'bệnh,' 'rối loạn', hay 'trạng thái tinh thần' - ảnh hưởng đến cách chúng ta xem, chẩn đoán và điều trị nó. "  Có những khác biệt văn hóa về mức độ mà trầm cảm nghiêm trọng được coi là một căn bệnh cần điều trị chuyên môn cá nhân, hoặc là một dấu hiệu của điều gì đó khác, chẳng hạn như nhu cầu giải quyết các vấn đề xã hội hoặc đạo đức, kết quả của sự mất cân bằng sinh học hoặc phản ánh của cá nhân sự khác biệt trong cách hiểu về nỗi đau khổ có thể củng cố cảm giác bất lực và đấu tranh cảm xúc.

### Kỳ thị
Các nhân vật lịch sử thường miễn cưỡng thảo luận hoặc tìm cách điều trị bệnh trầm cảm do sự kỳ thị của xã hội về tình trạng bệnh, hoặc do sự thiếu hiểu biết về chẩn đoán hoặc phương pháp điều trị. Tuy nhiên, việc phân tích hoặc giải thích các bức thư, nhật ký, tác phẩm nghệ thuật, bài viết, hoặc lời kể của gia đình và bạn bè về một số nhân vật lịch sử đã dẫn đến giả thuyết rằng họ có thể đã mắc một số dạng trầm cảm. Những người có thể đã bị trầm cảm bao gồm tác giả người Anh Mary Shelley, nhà văn người Anh gốc Mỹ Henry James, và tổng thống Mỹ Abraham Lincoln. Một số người nổi tiếng đương thời có khả năng bị trầm cảm bao gồm nhạc sĩ người Canada, Leonard Cohen  và nhà viết kịch kiêm tiểu thuyết gia người Mỹ Tennessee Williams. Một số nhà tâm lý học tiên phong, chẳng hạn như người Mỹ William James  và John B. Watson, đã phải đối phó với chứng trầm cảm của chính họ.
Đã có một cuộc thảo luận kéo dài cho đến nay về việc liệu các rối loạn thần kinh và rối loạn tâm trạng có thể liên quan đến sự sáng tạo hay không, một cuộc thảo luận có từ thời Aristotle. Văn học Anh đưa ra nhiều ví dụ phản ánh về bệnh trầm cảm. Nhà triết học người Anh John Stuart Mill đã trải qua một khoảng thời gian kéo dài vài tháng về cái mà ông gọi là "trạng thái thần kinh buồn tẻ", khi một người "không thể nhận ra được sự thích thú hoặc phấn khích thú vị; một trong những tâm trạng đó khi những gì là khoái cảm vào những lúc khác, trở nên vô vị hoặc thờ ơ ". Ông đã trích dẫn "Sự từ chối" của nhà thơ người Anh Samuel Taylor Coleridge là một mô tả hoàn hảo về trường hợp của ông: "Một nỗi đau không thể nguôi ngoai, trống rỗng, tăm tối và thê lương, / Một nỗi đau buồn uể oải, ngột ngạt, không được giải tỏa, / Không tìm thấy lối thoát tự nhiên hay sự nhẹ nhõm / Bằng lời, hoặc thở dài, hoặc rơi lệ. "  Nhà văn người Anh Samuel Johnson đã sử dụng thuật ngữ "con chó đen" vào những năm 1780 để mô tả chứng trầm cảm của chính mình, và sau đó nó được phổ biến bởi người mắc chứng trầm cảm, cựu Thủ tướng Anh, Sir Winston Churchill.
Sự kỳ thị của xã hội đối với bệnh trầm cảm đang phổ biến và việc tiếp xúc với các dịch vụ sức khỏe tâm thần chỉ làm giảm điều này một chút. Ý kiến của công chúng về điều trị khác nhau rõ rệt so với ý kiến của các chuyên gia y tế; các phương pháp điều trị thay thế được cho là hữu ích hơn các phương pháp điều trị bằng dược lý, vốn được xem là kém hiệu quả. Tại Vương quốc Anh, Trường Cao đẳng Tâm thần Hoàng gia và Trường Cao đẳng Bác sĩ Đa khoa Hoàng gia đã tiến hành một chiến dịch chung 5 năm với bệnh Trầm cảm thất bại nhằm giáo dục và giảm kỳ thị từ năm 1992 đến năm 1996; một nghiên cứu của MORI được thực hiện sau đó cho thấy một sự thay đổi tích cực nhỏ trong thái độ của công chúng đối với bệnh trầm cảm và cách điều trị.

## Người già
Trầm cảm đặc biệt phổ biến ở những người trên 65 tuổi và tần suất gia tăng sau độ tuổi này. Ngoài ra, nguy cơ trầm cảm tăng lên liên quan đến sự yếu ớt của cá nhân. Trầm cảm là một trong những yếu tố quan trọng ảnh hưởng tiêu cực đến chất lượng cuộc sống ở người lớn cũng như người cao tuổi. Cả hai triệu chứng và cách điều trị ở người cao tuổi đều khác với những người còn lại trong dân số.
Cũng như nhiều bệnh khác, người cao tuổi thường không có các triệu chứng trầm cảm cổ điển. Chẩn đoán và điều trị phức tạp hơn nữa ở chỗ người cao tuổi thường được điều trị đồng thời với một số loại thuốc khác, và thường mắc các bệnh đồng thời khác. Điều trị khác biệt ở chỗ các nghiên cứu về SSRI cho thấy ít tác dụng hơn và thường không đầy đủ ở người cao tuổi, trong khi các loại thuốc khác, chẳng hạn như duloxetine (một chất ức chế tái hấp thu serotonin-norepinephrine), với những tác dụng rõ ràng hơn lại có tác dụng phụ, chẳng hạn như chóng mặt, khô miệng, tiêu chảy và táo bón, có thể đặc biệt khó xử lý ở người cao tuổi.
Tính đến năm 2015, liệu pháp giải quyết vấn đề là liệu pháp tâm lý duy nhất có hiệu quả đã được chứng minh và có thể được ví như một hình thức đơn giản hơn của liệu pháp hành vi nhận thức. Tuy nhiên, người cao tuổi bị trầm cảm hiếm khi được đưa ra bất kỳ phương pháp điều trị tâm lý nào và bằng chứng chứng minh các phương pháp điều trị khác hiệu quả là chưa đầy đủ. ECT đã được sử dụng ở người cao tuổi, và các nghiên cứu đăng ký cho thấy nó có hiệu quả, mặc dù ít hơn so với phần còn lại của dân số. Những rủi ro liên quan đến điều trị trầm cảm ở người cao tuổi so với lợi ích không hoàn toàn rõ ràng.

## Nghiên cứu
Chụp MRI của những bệnh nhân bị trầm cảm đã cho thấy một số điểm khác biệt trong cấu trúc não so với những người không bị trầm cảm. Các phân tích tổng hợp của các nghiên cứu về hình ảnh thần kinh trong bệnh trầm cảm lớn báo cáo rằng, so với nhóm chứng, bệnh nhân trầm cảm có thể tích não thất bên và tuyến thượng thận tăng lên và thể tích nhỏ hơn của hạch nền, đồi thị, hồi hải mã và thùy trán (bao gồm cả vỏ não và hồi giáp). trực tràng). Tình trạng giảm cường độ liên quan đến những bệnh nhân có tuổi khởi phát muộn, và đã dẫn đến sự phát triển của lý thuyết suy giảm mạch máu.
Các thử nghiệm đang xem xét tác động của độc tố botulinum đối với bệnh trầm cảm. Ý tưởng là loại thuốc này được sử dụng để làm cho người đó trông bớt cau có hơn và điều này ngăn chặn phản hồi tiêu cực từ khuôn mặt. Tuy nhiên, vào năm 2015, kết quả cho thấy rằng những tác động tích cực một phần đã được quan sát thấy cho đến thời điểm đó có thể là do tác dụng của giả dược.
Trong năm 2018–2019, Cơ quan Quản lý Thực phẩm và Dược phẩm Hoa Kỳ (FDA) đã cấp chỉ định liệu pháp Đột phá cho Con đường Thiện tâm và riêng Viện Usona. La bàn là một công ty vì lợi nhuận nghiên cứu psilocybin cho bệnh trầm cảm kháng điều trị; Usona là một tổ chức phi lợi nhuận nghiên cứu psilocybin cho chứng rối loạn trầm cảm nghiêm trọng trên phạm vi rộng hơn.

### Mô hình động vật
Mô hình của trầm cảm ở động vật với mục đích của nghiên cứu bao gồm kiểm tra mô hình trầm cảm (chẳng hạn như trầm cảm do thuốc gây ra), ép buộc phải bơi, kiểm tra hệ thống treo đuôi, và mô hình bất lực học. Các tiêu chí thường được sử dụng để đánh giá trầm cảm ở động vật bao gồm biểu hiện của sự tuyệt vọng, thay đổi thần kinh và rối loạn trương lực cơ, vì nhiều tiêu chí khác về trầm cảm là không thể kiểm tra được ở động vật, chẳng hạn như cảm giác tội lỗi và xu hướng tự tử.